# Seznam světců a mučedníků katolické církve
Oficiální seznam světců katolické církve se nazývá Římské martyrologium, latinsky Martyrologium Romanum. Seznam z roku 2001 uvádí 6538 jmen světců, blahoslavených, mučedníků a andělů.
Níže uvedený nekompletní seznam obsahuje v abecedním pořadí světce, blahoslavené a mučedníky katolické církve seřazené podle křestních jmen. Mučedníci jsou vyznačeni zeleně.

## A
| Jméno                                | Datum narození       | Datum úmrtí                         | Datum blahořečení | Datum svatořečení   | Svátek                                               | Poznámka                                                               |
| ------------------------------------ | -------------------- | ----------------------------------- | ----------------- | ------------------- | ---------------------------------------------------- | ---------------------------------------------------------------------- |
| Abdiesus                             |                      | asi 342                             |                   |                     | 22. duben                                            | jáhen v Persii                                                         |
| Abdon                                | 3. století           | 304                                 |                   |                     | 30. července                                         | zmínka ve Skutcích světců z 9. století                                 |
| Abdechalas                           | 4. století           | 4. století                          |                   |                     | 21. duben                                            | kněz                                                                   |
| Abel z Remeše                        |                      | asi 751                             |                   |                     | 5. srpen                                             | benediktin, remešský biskup                                            |
| Abercius z Hieropolis                |                      | asi 200                             |                   |                     | 22. říjen                                            | biskup                                                                 |
| Abibas                               | 1. století           | 1. století                          |                   |                     | 3. srpen                                             | konvertita                                                             |
| Abibus z Edessy                      |                      |                                     |                   |                     | 2. září                                              | jáhen                                                                  |
| Abrahám z Clermontu                  |                      | 476/477                             |                   |                     | 15. červen                                           | opat                                                                   |
| Abrahám z Efezu                      |                      |                                     |                   |                     | 28. říjen                                            | arcibiskup                                                             |
| Abrahám z Kiduny                     | 4. století           | 4. století                          |                   |                     | 16. března                                           |                                                                        |
| Abudemius                            |                      |                                     |                   |                     | 15. červenec                                         |                                                                        |
| Abundantius z Afriky                 |                      |                                     |                   |                     | 1. březen                                            |                                                                        |
| Abundius                             |                      | asi 258                             |                   |                     | 26. srpen                                            |                                                                        |
| Abundius                             |                      | 283                                 |                   |                     | 14. prosinec                                         | španělský mučedník                                                     |
| Abundius                             |                      | asi 300                             |                   |                     | 10. prosinec                                         | jáhen                                                                  |
| Abundius Sakristán                   |                      |                                     |                   |                     | 14. duben                                            |                                                                        |
| Abundius z Coma                      |                      | 469                                 |                   |                     | 2. duben                                             |                                                                        |
| Abundius z Říma                      |                      |                                     |                   |                     | 27. únor                                             |                                                                        |
| Acepsimas                            |                      |                                     |                   |                     | 22. duben                                            | biskup                                                                 |
| Acisklus z Córdoby                   |                      | 304                                 |                   |                     | 17. listopad                                         |                                                                        |
| Acutius                              |                      | 305                                 |                   |                     | 18. říjen                                            |                                                                        |
| Adalar                               | 8. století           | 5. červen 754                       |                   |                     | 5. červen                                            |                                                                        |
| Adalbero z Augšpurku                 | 9. století           | 28. dubna 909                       |                   |                     | 28. duben                                            |                                                                        |
| Adalbero z Wützburgu                 | 1010                 | 6. říjen 1090                       |                   | 1883                | 6. říjen                                             |                                                                        |
| Adalber z Lutychu                    | 1070                 | 1. leden 1128                       | vox populi        |                     | 1. leden                                             | biskup                                                                 |
| Adalbert z Egmondu                   |                      | 740                                 |                   |                     | 22. duben                                            | benediktin                                                             |
| Adalhard z Corbie                    |                      |                                     |                   |                     | 2. únor                                              |                                                                        |
| Adalgot                              | asi 1100             | 1160                                |                   |                     | 3. říjen                                             | cisterciák                                                             |
| Adam Bargielski                      | 7. ledna 1903        | 1942                                | 13. června 1999   |                     | 8. září                                              | oběť nacismu                                                           |
| Adauctus                             |                      | 303                                 |                   |                     | 30. srpen                                            |                                                                        |
| Adaucus z Frýgie                     |                      | 303                                 |                   |                     | 7. únor                                              |                                                                        |
| Adelaida z Villichu                  |                      | 1010 až 1020                        |                   |                     | 5. únor                                              |                                                                        |
| Adelf z Mety                         |                      |                                     |                   |                     | 29. srpen                                            | biskup                                                                 |
| Adelgunda                            | asi 630              |                                     |                   |                     | 30. leden                                            |                                                                        |
| Adelin z Chelles                     |                      | 696                                 |                   |                     | 3. únor                                              | opat                                                                   |
| Adeloga z Kitzingenu                 |                      | 2. února 745                        |                   |                     | 2. únor                                              | abatyše                                                                |
| Adheritus z Ravenny                  |                      |                                     |                   |                     | 27. září                                             | biskup                                                                 |
| Adjutor                              |                      |                                     |                   |                     | 15. květen                                           |                                                                        |
| Adolf z Tecklenburgu                 | 1185                 | 30. červen 1224                     |                   | 1625                | 13. únor                                             | biskup v Osnabrücku                                                    |
| Ado z Vienne                         |                      | 875                                 |                   |                     | 16. prosinec                                         | arcibiskup Vienne                                                      |
| Adolf z Tunisu                       |                      | 1314                                |                   |                     | 16. prosinec                                         |                                                                        |
| Adolf z Córdoby                      |                      | 824                                 |                   |                     | 27. září                                             |                                                                        |
| Adrian Blanco                        |                      |                                     |                   |                     | 15. duben                                            |                                                                        |
| Adrio z Alexandrie                   |                      | 4. století                          |                   |                     | 17. květen                                           |                                                                        |
| Aeithalas                            |                      |                                     |                   |                     | 22. duben                                            | jáhen                                                                  |
| Aelred z Rievaulx                    | 1109/1110            | 12. ledna 1166/1167                 |                   | 1191                |                                                      | cisterciák                                                             |
| Aemilius ze Sardinie                 |                      |                                     |                   |                     | 28. květen                                           |                                                                        |
| Aetherius Mučedník                   |                      |                                     |                   |                     | 4. březen                                            |                                                                        |
| Afra z Augsburgu                     |                      | asi 304                             |                   |                     | 7. srpen                                             |                                                                        |
| Afra z Brescie                       |                      | 133                                 |                   |                     | 24. května                                           |                                                                        |
| Africanus z Kartága                  |                      | 250                                 |                   |                     | 10. duben                                            |                                                                        |
| Agabus                               |                      | 1. století                          |                   |                     | 13. únor                                             |                                                                        |
| Agabius z Verony                     |                      | asi 250                             |                   |                     | 4. srpen                                             | biskup                                                                 |
| Agapetus I.                          |                      | 22. duben 536                       |                   |                     | 22. duben                                            | papež                                                                  |
| Agapit z Praeneste                   | 255 až 260           | 270 až 275                          |                   |                     | 18. srpen                                            |                                                                        |
| Agapius z Cirty                      |                      |                                     |                   |                     | 29. duben                                            |                                                                        |
| Agáta                                | kolem 225            | asi 251                             |                   |                     | 5. únor                                              |                                                                        |
| Agatho                               | asi 577              | 10. ledna 681                       |                   |                     |                                                      | papež                                                                  |
| Agathodorus Mučedník                 |                      |                                     |                   |                     | 4. březen                                            | misionář                                                               |
| Agilbert                             |                      | kol. r. 680                         |                   |                     | 11. říjen                                            |                                                                        |
| Agricola z Avignonu                  |                      |                                     |                   |                     | 2. září                                              | benediktin, biskup                                                     |
| Agrippanus                           |                      |                                     |                   |                     | 1. únor                                              |                                                                        |
| Achard z Clairvaux                   |                      | 1170                                |                   |                     | 15. září                                             | cisterciák                                                             |
| Achillas z Alexandrie                |                      | 313                                 |                   |                     | 7. listopad                                          | biskup Alexandrie                                                      |
| Achilleus                            |                      | 212                                 |                   |                     | 23. duben                                            | jáhen                                                                  |
|                                      |                      |                                     |                   |                     |                                                      |                                                                        |
| Achilles Puchała                     | 18. března 1911      | 19. července 1943                   | 13. června 1999   |                     | 19. červenec                                         | minorita, oběť nacismu                                                 |
| Achileus                             | 3. století           | 3. století                          |                   |                     | 12. květen                                           |                                                                        |
| Akácius                              |                      |                                     |                   |                     | 28. duben                                            |                                                                        |
| Akácius z Meliténé                   |                      | asi 251                             |                   |                     | 31. březen                                           | biskup                                                                 |
| Akátius                              |                      |                                     |                   |                     | 22. červen                                           | kappadocký centurion                                                   |
| Akvilin                              | asi 970              | 1015                                |                   |                     | 29. leden                                            |                                                                        |
| Alain de Solminihac                  | 25. listopadu 1593   | 31. prosince 1659                   | 4. října 1981     |                     | 31. prosinec                                         | řeholní kanovník CRL, biskup v Cahors                                  |
| Alan z Lille                         | 1128                 | 1202 nebo 1203                      |                   |                     | 16. červenec                                         | cisterciák, filosof, teolog                                            |
| Alberich                             |                      | 1109                                |                   |                     |                                                      | opat, jeden ze zakladatelů cisterciáckého řádu                         |
| Albert z Trapani                     | 1250                 | 1306                                |                   | 1476                | 7. srpna                                             | karmelitán                                                             |
| Albert Jeruzalémský                  | 1149                 | 14. září 1214                       |                   |                     | 14. září                                             | jeruzalémský patriarcha                                                |
| Albert Veliký                        | 1193 nebo 1206       | 15. listopad 1280                   | 1622              | 1662                | 15. listopad                                         | učitel církve biskup v Řezně                                           |
| Albín                                | 469                  | asi 550                             |                   |                     | 1. březen                                            | biskup                                                                 |
| Alexandr                             |                      |                                     |                   |                     | 13. červenec                                         |                                                                        |
| Alexandr z Kartága                   |                      | 250                                 |                   |                     | 10. duben                                            |                                                                        |
| Alexandr I.                          |                      | 116                                 |                   |                     | 3. květen                                            | papež                                                                  |
| Alexandr Jeruzalémský                |                      | 251                                 |                   |                     | 18. březen                                           | biskup                                                                 |
| Alexius                              |                      | 5. století                          |                   |                     | 17. červenec                                         |                                                                        |
| Alexius Falconieri                   | po r. 1200           | 1310                                | 1717              | 1887                | 17. únor                                             | jeden ze zakladatelů řádu servitů                                      |
| Alfons z Cuzca                       |                      |                                     |                   |                     | 22. září                                             | řeholník                                                               |
| Alfons z Ossoria                     |                      |                                     |                   |                     | 13. říjen                                            | misionář                                                               |
| Alfons ze Zurity                     |                      |                                     |                   |                     | 6. červen                                            |                                                                        |
| Alfons Lopéz                         | 16. listopadu 1878   | 3. srpna 1936                       | 11. března 2001   |                     | 3. srpen                                             |                                                                        |
| Alfons Maria Mazurek                 | 1. března 1891       | 28. srpna 1944                      | 13. červen 1999   |                     | 28. srpen                                            | oběť nacismu                                                           |
| Alfons Maria z Liguori               | 27. září 1696        | 1. srpen 1787                       | 15. září 1816     | 29. květen 1839     | 1. srpen                                             | učitel církve, zakladatel řádu                                         |
| Alfonsa                              | 19. srpen 1910       | 28. červenec 1946                   | 8. únor 1986      | 12. říjen 2008      |                                                      |                                                                        |
| Alice ze Schaerbeeku                 | 1205                 | 1250                                |                   | 1907 (uznání kultu) | 15. červen                                           | cisterciačka                                                           |
| Alice Marie Hedvika Kotowska         | 20. listopadu 1899   | 11. listopadu 1939                  | 13. červen 1999   |                     | 11. listopad                                         | oběť nacismu                                                           |
| Alojs Andricki                       | 2. července 1914     | 3. února 1943                       |                   |                     |                                                      | oběť nacismu                                                           |
| Alois z Gonzagy                      | 9. březen 1568       | 21. červen 1591                     | 19. říjen 1605    | 31. prosinec 1726   | 21. červen                                           |                                                                        |
| Altman z Pasova                      | 1015                 | 1091                                |                   |                     | 8. srpen                                             | biskup                                                                 |
| Alžběta                              | 1. století př. n. l. | 1. století př. n. l.                |                   |                     | 5. listopad                                          |                                                                        |
| Alžběta Anna Setonová                | 1774                 | 1821                                | 17. března 1963   | 17. září 1975       |                                                      |                                                                        |
| Alžběta Durynská                     | 7. červenec 1207     | 17. listopad 1231                   |                   | 27. květen 1235     | 17. listopad                                         | uherská princezna                                                      |
| Alžběta Francouzská                  | 1225                 | 22./23. únor 1270                   |                   |                     |                                                      | francouzská princezna                                                  |
| Alžběta Portugalská                  | 1271                 | 4. červenec 1336                    |                   | 25. květen 1625     | 4. červenec                                          | portugalská královna                                                   |
| Alžběta z Reutu                      | 1386                 | 1420                                |                   |                     |                                                      |                                                                        |
| Alžběta ze Schönau                   | 1129                 | 1164                                |                   |                     |                                                      |                                                                        |
| Amadeus Amidejský                    |                      | 12. únor 1266                       |                   | 25. květen 1625     | 4. červenec                                          | jeden ze zakladatelů řádu servitů                                      |
| Amalberga                            | kol. r. 741          | 10. července 772                    |                   |                     | 10. červenec                                         |                                                                        |
| Amalberga                            | kol. r. 741          | 10. července 772                    |                   |                     | 10. červenec                                         |                                                                        |
| Amato Ronconi                        | 1225                 | 1292                                | 1776              | 2014                | 8. květen                                            | františkánský terciář                                                  |
| Amelbert                             |                      | kolem 800                           |                   |                     | 17. leden                                            |                                                                        |
| Anaklét                              |                      | 1. století n. l.                    |                   |                     | 7. duben                                             | papež                                                                  |
| Ananiáš                              |                      | 1. století                          |                   |                     | 25. leden                                            | učedník Ježíše Krista                                                  |
| Ananiáš                              | 4. století           | 4. století                          |                   |                     | 21. duben                                            | kněz                                                                   |
| Anastasius z Persie                  |                      | 623                                 |                   |                     | 22. leden                                            |                                                                        |
| Anastasius I.                        |                      | 19. prosinec 401                    |                   |                     | 19. prosinec                                         | papež                                                                  |
| Anastasius Surdi                     |                      |                                     |                   |                     | 11. listopad                                         |                                                                        |
| Anastázie ze Sirmia                  |                      |                                     |                   |                     | 25. prosinec                                         |                                                                        |
| Anatalon z Milána                    | 2. století           | 3. století                          |                   |                     | 24. září                                             | milánský biskup                                                        |
| Anděla Mericiová                     | 21. března 1474      | 27. ledna 1540                      | 30. dubna 1768    | 24. května 1807     | 27. leden                                            |                                                                        |
| Anděla z Foligna                     | kolem 1248           | 4. leden 1309                       | 1693              |                     | 4. leden                                             | blahoslavená                                                           |
| Andělé Strážní                       |                      |                                     |                   |                     | 2. říjen                                             | andělé                                                                 |
| Andreas Bauer                        | 26. listopad 1866    | 9. červenec 1900                    | 24. listopad 1946 | 1. říjen 2000       | 14. září                                             | misionář a mučedník                                                    |
| Andrés Gómez Sáez                    | 7. květen 1894       | 1. leden 1937                       | 28. říjen 2007    |                     | 1. leden                                             | salesián                                                               |
| Andrea Carlo Ferrari                 | 13. srpna 1850       | 2. února 1921                       | 10. května 1987   |                     | 2. února                                             | arcibiskup Milána                                                      |
| Anežka Česká                         | 20. leden 1211       | 6. březen 1282                      | 1874              | 12. listopad 1989   | 13. listopad                                         | zakladatelka řádu                                                      |
| Anežka Římská                        | 291                  | 304                                 |                   |                     | 21. leden                                            |                                                                        |
| Anežka z Assisi                      | 1197/1198            | 27. srpen 1253                      |                   | 1753                | 16. listopad                                         |                                                                        |
| Angel Jeruzalémský                   | 1185                 | 1225                                |                   | 1456                | 5. květen                                            | karmelitán                                                             |
| Angelár                              |                      | 886/887                             |                   |                     | 27. červenec                                         | žák sv. Cyrila a Metoděje                                              |
| Anicetus                             |                      | asi 168                             |                   |                     | 20. duben                                            | papež                                                                  |
| Anna                                 |                      |                                     |                   |                     | 3. únor                                              | novozákonní postava, prorokyně                                         |
| Anna Samotřetí                       | 1. století př. n. l. | 1. stol. př. n. l. / 1. stol. n. l. |                   |                     | 26. červenec-s manželem sv. Jáchymem, otcem P. Marie | matka Marie (matky Ježíšovy), tj. babička Ježíše, manželka sv. Jáchyma |
| Anna Maria Taigi                     | 1769                 | 1837                                | 1920              |                     | 9. červen                                            |                                                                        |
| Anne-Marie Rivier                    | 1768                 | 1838                                | 1982              |                     | 3. únor                                              | řeholnice                                                              |
| Anselm z Canterbury                  | 1033 nebo 1034       | 21. duben 1109                      |                   | 1494                | 21. duben                                            | učitel církve                                                          |
| Anselm Polanco                       | 1881                 | 1939                                | 1995              |                     | 7. únor                                              |                                                                        |
| Ansgar                               | asi 8. září 801      | 3. únor 865                         |                   |                     | 3. únor                                              | arcibiskup v Hamburku a v Brémách                                      |
| Anterus                              |                      | 3. leden 236                        |                   |                     | 3. leden                                             | papež                                                                  |
| Antiochus                            |                      | 3./4. stol.                         |                   |                     | 21. květen                                           |                                                                        |
| Antero Mateo García                  | 4. března 1875       | 8. srpna 1936                       | 28. října 2007    |                     | 8. srpen                                             | dominikánský terciář                                                   |
| Antolín Pablos Villanueva            | 1871                 | 1936                                | 29. října 2016    |                     |                                                      | benediktin                                                             |
| Antonia Mesina                       | 1919                 | 1935                                | 4. října 1987     |                     | 17. květen                                           |                                                                        |
| Antonie z Cirty                      |                      |                                     |                   |                     | 29. duben                                            |                                                                        |
| Antonín z Amandoly                   | 1355                 | 1450                                | 1759              |                     | 25./29. leden                                        | augustinián                                                            |
| Antonín Durcovici                    | 1888                 | 1951                                | 2014              |                     |                                                      | biskup, oběť komunismu                                                 |
| Antonín Florentský                   | 1389                 | 1459                                |                   | 1523                | 10. květen                                           |                                                                        |
| Antonín Leszczewicz                  | 1890                 | 1943                                | 13. červen 1999   |                     | 17. únor                                             | kněz, oběť nacismu                                                     |
| Antonín Julian Nowowiejski           | 1858                 | 1941                                | 13. červen 1999   |                     | 12. červen                                           | biskup, oběť nacismu                                                   |
| Antonín Paduánský                    | 15. srpen 1195       | 16. červen 1231                     | 30. květen 1232   |                     | 13. červen                                           | učitel církve                                                          |
| Antonín Martin Slomšek               | 26. listopadu 1800   | 24. září 1862                       | 19. září 1999     |                     |                                                      | biskup                                                                 |
| Antonín Świadek                      | 1909                 | 1945                                | 1999              |                     | 25. leden                                            | oběť nacismu                                                           |
| Antonín Veliký                       | asi 251              | 356                                 |                   |                     | 17. leden                                            | opat                                                                   |
| Antonín Zawistowski                  | 1882                 | 1942                                | 13. červen 1999   |                     | 4. červen                                            | oběť nacismu                                                           |
| Anunciáta Cocchetti                  | 1800                 | 1882                                | 1991              |                     | 23. březen                                           | řeholnice                                                              |
| Anysia ze Soluně                     |                      | 304/305                             |                   |                     | 30. prosinec                                         | panna                                                                  |
| Anysius ze Soluně                    |                      | kolem 403                           |                   |                     | 30. prosinec                                         | biskup v Soluni                                                        |
| Apolena z Alexandrie                 | 2. století           | 249                                 |                   |                     | 9. únor                                              |                                                                        |
| Apolinář z Ravenny                   |                      | 75 až 78                            |                   |                     | 23. červenec                                         |                                                                        |
| Aquila                               | 3. století           | 3. století                          |                   |                     | 24. červenec                                         |                                                                        |
| Arbeo z Freisingu                    |                      | 783                                 |                   |                     | 4. květen                                            | opat, biskup                                                           |
| Arbogast ze Štrasburku               | 6. století           | 618 nebo 678                        |                   |                     | 21. červenec                                         |                                                                        |
| Arnold z Arnoldsweileru              |                      | 800                                 |                   |                     | 18. červenec                                         |                                                                        |
| Arnulf z Met                         | 570/582              | 640/643                             |                   |                     | 18. červenec                                         | biskup v Metách                                                        |
| Arnulf ze Soissons                   | asi 1040             | 1085 až 1087                        | 1121              |                     | 15. srpen                                            | biskup v Soissons                                                      |
| Aaron z Krakova                      |                      | 9. března 1059                      |                   |                     |                                                      | benediktin                                                             |
| Aron                                 |                      |                                     |                   |                     | 1. červenec                                          | starozákonní kněz                                                      |
| Arsenius Poustevník                  | 355                  | 412-445                             |                   |                     | 8. květen                                            |                                                                        |
| Atala                                |                      | 627                                 |                   |                     | 10. březen                                           |                                                                        |
| Atanáš                               | asi 295              | 2. května 373                       |                   |                     | 2. květen                                            | učitel církve                                                          |
| Augustin                             | 354                  | 430                                 |                   |                     | 28. srpen                                            | učitel církve biskup v Hippo Regius                                    |
| Augustin z Canterbury                | kolem 546            | asi 26. květen 604                  |                   |                     | 26. květen                                           | arcibiskup v Canterbury                                                |
| Augustin z Revengy                   |                      | 1569                                |                   |                     | 9. prosinec                                          | řeholník                                                               |
| Augustin Gažotič                     | 1260                 | 1323                                | 17. červenec 1700 |                     | 3. srpen                                             | biskup v Záhřebu a Noceře                                              |
| Augustin Webster                     |                      | 4. května 1535                      | 9. prosince 1886  | 25. října 1970      |                                                      | kartuzián                                                              |
| Augustina od Nanebevzetí Panny Marie |                      |                                     |                   |                     | 3. říjen                                             | řeholnice                                                              |
| Auracián                             | 2. století           | 3. století                          |                   |                     | 3. srpen                                             | římský voják, sťat; atributy meč a ratolest                            |
| Aurea                                |                      |                                     |                   |                     |                                                      | benediktinka, abatyše                                                  |
| Aurelius z Kartága                   |                      | asi 430                             |                   |                     | 20. červenec                                         | biskup v Kartágu                                                       |
| Austremonius                         |                      |                                     |                   |                     | 1. listopad                                          | biskup                                                                 |
| Avitus z Micy                        |                      |                                     |                   |                     | 19. prosinec                                         | opat                                                                   |
| Azadanes Jáhen                       |                      |                                     |                   |                     | 22. duben                                            | jáhen                                                                  |
| Azades Eunuch                        |                      |                                     |                   |                     | 22. duben                                            | králův dvořan                                                          |
| Azas a společníci                    |                      |                                     |                   |                     | 19. listopad                                         | římští vojáci                                                          |

## B
| Jméno                     | Datum narození     | Datum úmrtí          | Datum blahoslavení | Datum svatořečení  | Svátek       | Poznámka                                 |
| ------------------------- | ------------------ | -------------------- | ------------------ | ------------------ | ------------ | ---------------------------------------- |
| Baglan z Walesu           |                    | 6. století           |                    |                    | 1. leden     | mnich                                    |
| Barbatianus z Ravenny     |                    |                      |                    |                    | 31. prosinec |                                          |
| Barbora z Nikomédie       | 3. nebo 4. století | kolem 305            |                    |                    | 4. prosinec  | atribut věže                             |
| Barnabáš                  |                    | 61                   |                    |                    | 11. červen   |                                          |
| Bartoloměj                | 1. století         | 1. století           |                    |                    | 24. srpen    | apoštol                                  |
| Bartolo Longo             | 1841               | 1926                 | 1980               |                    | 5. říjen     | dominikánský terciář                     |
| Basileios Veliký          | 330                | 1. leden 379         |                    |                    | 2. leden     |                                          |
| Basil z Aix               |                    | 521                  |                    |                    | 1. leden     | biskup                                   |
| Basila z Alexandrie       |                    | 4. století           |                    |                    | 17. květen   |                                          |
| Basilisa                  |                    | 4. století           |                    |                    | 3. říjen     |                                          |
| Baudolino                 | asi 700            | asi 740              |                    |                    |              | poustevník                               |
| Bazil Mučedník            |                    |                      |                    |                    | 4. březen    |                                          |
| Bebaia                    |                    | 101                  |                    |                    | 29. leden    |                                          |
| Beda Ctihodný             | kol. r. 672        | 25. května 735       |                    |                    | 25. květen   | benediktinský mnich                      |
| Berlinda z Meerbeke       |                    | 702                  |                    |                    | 3. únor      | benediktinka                             |
| Benedikt                  |                    | 1003                 |                    |                    | 25. srpen    | kamaldul                                 |
| Benedikt II.              | 635                | 685                  |                    |                    | 8. květen    | papež                                    |
| Benedikt XI.              | 1240               | 1304                 |                    |                    | 7. červenec  | papež                                    |
| Benedikt z Nursie         | asi 483            | asi 543              |                    | 1220               | 11. červenec | Otec západního mnišství                  |
| Benedikt Aniánský         |                    | 821                  |                    |                    | 12. únor     | benediktin                               |
| Benedict Biscop Baducing  |                    | asi 690              |                    |                    | 12. leden    | benediktin                               |
| Benedikt Josef Labre      | 1748               | 1783                 | 1860               | 1881               | 16. duben    | poutník, mystik                          |
| Benedikt Ricasoli         | 1040               | 1107                 | 1907               |                    | 20. leden    | vallombrosián                            |
| Benigna                   |                    | 449                  |                    |                    |              |                                          |
| Benild                    | 1805               | 1862                 | 1948               | 1967               | 13. srpen    |                                          |
| Benjamín Julián Andrés    | 7. října 1908      | 9. října 1934        | 29. dubna 1990     | 21. listopadu 1999 | 9. října     | školský bratr                            |
| Bernard z Alciry          | 1135               | 1181                 |                    |                    | 1. červenec  | cisterciák                               |
| Bernard z Clairvaux       | 1090               | 20. srpen 1152       |                    | 18. leden 1174     | 20. srpen    | učitel církve a otec Cisterciáckého řádu |
| Bernard z Offidy          | 1604               | 1694                 | 1795               |                    | 22. srpen    | kapucín                                  |
| Bernard z Menthonu        | 923                | 1007                 |                    | 1681               | 15. červen   | řeholní kanovník                         |
| Bernard z Rebolleda       |                    | 1422                 |                    |                    | 30. prosinec |                                          |
| Bernard z Tironu          |                    | 1117                 |                    |                    | 14. duben    | benediktin                               |
| Bernard Calbó             | asi 1180           | 1243                 | 1260               | 1710               | 25. říjen    | cisterciák, biskup                       |
| Bernard Lichtenberg       | 1875               | 1943                 | 1996               |                    | 5. listopad  | oběť nacismu                             |
| Bernard Tolomei           | 1272               | 1348                 | 1644               | 2009               | 20. srpen    | zakladatel olivetánských benediktinů     |
| Bernardin Realino         | 1530               | 1616                 | 1895               | 1947               | 2. červenec  | jezuita                                  |
| Bernardin Sienský         | 8. září 1380       | 20. května 1444      |                    | 24. května 1450    | 20. květen   | františkán                               |
| Bernardino Álvarez Melcón | 31. srpna 1903     | 28. listopadu 1936   | 28. října 2007     |                    | 6. listopad  | augustinián                              |
| Bernardo da Corleone      | 6. únor 1605       | 12. leden 1667       | 5. květen 1768     | 10. červen 2001    | 12. leden    |                                          |
| Blažej                    |                    | 316                  |                    |                    | 3. únor      |                                          |
| Bona z Pisy               | 1156               | 29. květen 1207/1208 |                    |                    | 29. květen   |                                          |
| Bonaventura               | 1221               | 15. červenec 1274    |                    | 14. duben 1482     | 15. červenec |                                          |
| Bonifác I.                |                    | 4. září 422          |                    |                    | 25. říjen    | papež                                    |
| Bonifác IV.               | asi 550            | 26. květen 615       |                    |                    | 8. květen    | papež                                    |
| Bonannus z Roia           | okolo 1190         | 13. století          | vox populi         |                    | 1. leden     | benediktin                               |
| Boëthius                  | 480                | 25. října 524/525    |                    |                    | 23. říjen    | filosof                                  |
| Brendan                   |                    |                      |                    |                    | 16. květen   |                                          |
| Brigita Irská             | 451-453            | 1. únor 523          |                    |                    | 1. únor      |                                          |
| Brigita Švédská           | 1303               | 1373                 |                    | 1391               | 23. červenec | patronka Evropy                          |
| Bronisław Kostkowski      | 11. března 1915    | 27. září 1942        | 13. červen 1999    |                    | 12. červen   | bohoslovec, oběť nacismu                 |
| Bruno Kolínský            | 1027 nebo 1035     | 6. říjen 1101        |                    |                    | 6. říjen     | zakladatel kartuziánského řádu           |
| Bruno z Querfurtu         | asi 970            | 14. říjen 1009       |                    |                    | 15. říjen    |                                          |
| Brunon Zembol             | 7. září 1905       | 21. srpen 1942       | 13. červen 1999    |                    | 21. srpen    | oběť nacismu                             |
| Buldus                    | asi 1009           | 1046                 |                    | 1083               | 24. září     |                                          |
| Burchard z Würzburgu      | asi 683            | 754/755              |                    |                    | 2. únor      | biskup                                   |
| Bystrík                   | asi 1003           | 1046                 |                    |                    | 24. září     | biskup v Nitře                           |

## C
| Jméno                       | Datum narození  | Datum úmrtí      | Datum blahoslavení | Datum svatořečení              | Svátek       | Poznámka                                                               |
| --------------------------- | --------------- | ---------------- | ------------------ | ------------------------------ | ------------ | ---------------------------------------------------------------------- |
| Caius                       |                 | 22. duben 296    |                    |                                | 22. duben    | papež                                                                  |
| Carpophorus                 |                 | asi 300          |                    |                                | 10. prosinec | kněz                                                                   |
| Ceada                       |                 | 672              |                    |                                | 2. březen    |                                                                        |
| Cecilie                     | kolem 200       | asi 230          |                    |                                | 22. listopad |                                                                        |
| Ceferino Gimenéz Malla      | 26. srpna 1861  | 8. srpna 1936    | 4. května 1997     |                                | 4. květen    | patron Romů                                                            |
| Celestýn I.                 |                 | 27. červenec 432 |                    |                                | 27. červenec | papež                                                                  |
| Celestýn V.                 | 1209 nebo 1210  | 12. květen 1296  |                    |                                |              | papež                                                                  |
| Celestyna Faron             | 24. dubna 1913  | 9. dubna 1944    | 13. června 1999    |                                | 9. dubna     | oběť nacismu                                                           |
| Cirilo Bertrán Sanz Tejedor | 20. března 1888 | 9. října 1934    | 29. dubna 1990     | 21. listopadu 1999             | 9. října     | Školský bratr                                                          |
| Clemens August von Galen    | 1878            | 1946             | 2005               |                                | 22. března   | münsterský biskup, kritik nacismu                                      |
| Cyprián                     | kolem 200       | 14. září 258     |                    |                                | 16. září     | církevní Otec biskup v Kartágu                                         |
| Cyprián Iwene Tansi         | 1903            | 1964             | 1998               |                                | 20. leden    | trapista                                                               |
| Cyriak Chavara              | 1805            | 1871             |                    |                                |              | zakladatel řádu                                                        |
| Cirilo Bertrán Sanz Tejedor | 20. března 1888 | 9. října 1934    | 29. dubna 1990     | 21. listopadu 1999             | 9. října     | školský bratr                                                          |
| Cyril Alexandrijský         | 376             | 27. červen 444   |                    |                                | 27. červen   | církevní Otec učitel církve                                            |
| Cyril Jeruzalémský          | kolem 351       | 18. březen 386   |                    |                                | 18. březen   | učitel církve biskup v Jeruzalémě                                      |
| Cyril (Konstantin)          | 826 nebo 827    | 14. únor 869     |                    | 1880 – s bratrem sv. Metodějem | 5. červenec  | biskup oba od 31.12.1980 jsou spolupatrony Evropy a Apoštolové Slovanů |

## D
| Jméno                      | Datum narození     | Datum úmrtí       | Datum blahoslavení  | Datum svatořečení | Svátek                    | Poznámka                                |
| -------------------------- | ------------------ | ----------------- | ------------------- | ----------------- | ------------------------- | --------------------------------------- |
| Damasus I.                 | asi 304            | 11. prosinec 384  |                     |                   | 11. prosinec              | papež                                   |
| Damián                     |                    | 3. století        |                     |                   | 26. září                  | druh sv. Kosmy                          |
| Damián de Veuster          | 3. ledna 1840      | 15. dubna 1889    | 1995                | 11. října 2009    | 15. dubna                 | misionář, známý jako "otec malomocných" |
| Daniel                     |                    | 309               |                     |                   | 16. únor                  | druh mučedníka Eliáše                   |
| Daniel z Padovy            |                    | 4. století        |                     |                   | 3. leden                  | jáhen                                   |
| Daniel Brottier            | 1876               | 1936              | 1984                |                   | 28. únor                  | řeholník                                |
| Daniel Comboni             | 1831               | 1881              | 1996                | 2003              | 10. říjen                 | misionář                                |
| David                      |                    |                   |                     |                   | 24. prosince/29. prosince | starozákonní postava, izraelský král    |
| David                      |                    |                   |                     |                   | 14. březen                | velšský biskup                          |
| David Okelo                | asi 1902           | 1918              | 2002                |                   | 18. září                  |                                         |
| David z Himmerodu          | asi 1110           | 11. prosince 1179 | 1699 (uznání kultu) |                   | 11. prosince              | cisterciácký mnich a mystik             |
| David Lewis                | 1616               | 1679              | 1929                | 1970              | 27. srpen                 | jezuita                                 |
| Demetrios ze Soluně        | 3. století         | 26. října 306     |                     |                   | 9. duben                  | voják                                   |
| Didak                      | 1400               | 1463              |                     | 1588              | 12. listopad              | františkán                              |
| Didak Alois de San Vitores | 1627               | 1672              | 1985                |                   | 2. duben                  | jezuita                                 |
| Didak Josef z Cádizu       | 1743               | 1801              | 22. dubna 1894      |                   | 24. březen                | kapucín                                 |
| Didak Ventaja Milán        | 1880               | 1936              | 1993                |                   | 30. srpen                 | biskup                                  |
| Dionýsios Alexandrijský    | 190                | 265               |                     |                   | 17. listopad              |                                         |
| Dionysios Areopagita       |                    |                   |                     |                   | 3. říjen                  |                                         |
| Dionýsius                  |                    | 26. prosinec 268  |                     |                   | 26. prosinec              | papež                                   |
| Diviš                      | 2. nebo 3. století | 3. století        |                     |                   | 9. říjen                  |                                         |
| Dominik                    | asi 1170           | 6. srpen 1221     |                     | 1234              | 8. srpen                  | zakladatel řádu                         |
| Dominik z Cubells          |                    |                   |                     |                   | 31. prosinec              | řeholník                                |
| Dominik Jędrzejewski       | 1886               | 1942              | 1999                |                   | 29. srpen                 | oběť nacismu                            |
| Dominik Savio              | 1842               | 1857              | 1950                | 1954              | 6. květen                 |                                         |
| Dominik Silosský           | asi 1000           | 1072              |                     |                   | 20. prosinec              | benediktin                              |
| Donát                      | asi 140            | asi 173           |                     |                   | 30. červen/7. srpen       |                                         |
| Donát Scotus               |                    | 875               |                     |                   | 22. říjen                 | biskup                                  |
| Donáta a společnice        |                    | 1. století        |                     |                   | 31. prosince              |                                         |
| Dorota                     |                    | 313               |                     |                   | 6. únor                   |                                         |
| Drythelm                   |                    | asi 700           |                     |                   | 1. září                   |                                         |
| Drostan                    |                    | 7. století        |                     |                   | 11. červenec              |                                         |
| Dunchad                    |                    | 716               |                     |                   | 24. březen                |                                         |
| Dunstan                    | 909                | 988               |                     |                   | 12. květen                |                                         |
| Dympna                     |                    | asi 650           |                     |                   | 15. květen                |                                         |

## E
| Jméno                      | Datum narození  | Datum úmrtí       | Datum blahoslavení | Datum svatořečení | Svátek       | Poznámka                            |
| -------------------------- | --------------- | ----------------- | ------------------ | ----------------- | ------------ | ----------------------------------- |
| Eberhard z Tüntenhausenu   | 13./14. století | 14. století       |                    |                   | 28. září     |                                     |
| Edigna                     |                 | 1109              |                    |                   | 26. únor     |                                     |
| Edmund Kampián             | 1540            | 1581              | 1886               | 1970              | 1. prosinec  | jezuita                             |
| Eduard II. Mučedník        | asi 962         | 18. březen 978    |                    | 1001              | 18. březen   | anglický král                       |
| Eduard Müller              | 1911            | 1943              | 2011               |                   | 10. listopad | oběť nacismu                        |
| Edwin Northumbrijský       | 586             | 633               |                    |                   | 12. říjen    | král                                |
| Efrém Mučedník             |                 |                   |                    |                   | 4. březen    |                                     |
| Efrém Syrský               | kolem 306       | 9. červen 373     |                    |                   | 9. červen    |                                     |
| Egbert                     | asi 639         | 24. dubna 729     |                    |                   | 24. duben    |                                     |
| Eleutherus                 |                 | 189               |                    |                   | 26. květen   | papež                               |
| Eliáš                      |                 | 309               |                    |                   | 16. únor     |                                     |
| Eliáš mladší               | 829             | 903               |                    |                   | 17. srpen    | mnich                               |
| Eligius                    | 588             | 660               |                    |                   | 1. prosinec  | zlatník; reformátor mince           |
| Elijáš                     |                 |                   |                    |                   | 20. červenec | starozákonní prorok                 |
| Eliseus                    |                 |                   |                    |                   | 14. červen   | starozákonní prorok                 |
| Elpidius Mučedník          |                 |                   |                    |                   | 4. březen    |                                     |
| Ema z Gurku                | asi 980         | 1045              | 21. listopadu 1287 | 5. ledna 1938     | 28. červen   | šlechtična                          |
| Emanuel Medva Olmos        | 1869            | 1936              | 1993               |                   | 30. srpen    | biskup                              |
| Emil Szramek               | 1887            | 1942              | 13. června 1999    |                   | 9. červenec  | oběť nacismu                        |
| Emilia Fernández Rodríguez | 1914            | 1939              | 2017               |                   | 25. leden    |                                     |
| Emilián z Arménie          |                 |                   |                    |                   | 8. únor      |                                     |
| Emilián z Cirty            |                 |                   |                    |                   | 29. duben    |                                     |
| Emilián z Cyzica           |                 |                   |                    |                   | 8. srpen     | biskup                              |
| Emilián z Dorostoriumu     |                 | 362               |                    |                   | 18. červenec |                                     |
| Emilián z Rennes           |                 |                   |                    |                   | 11. říjen    | poustevník                          |
| Emilián z Vercelli         |                 |                   |                    |                   | 11. říjen    | biskup                              |
| Emilián ze Sardinie        |                 |                   |                    |                   | 28. květen   | lékař                               |
| Emilián Mučedník           |                 |                   |                    |                   | 6. prosinec  | lékař                               |
| Emiliána z Říma            |                 |                   |                    |                   | 30. červen   |                                     |
| Emiliána z Říma            |                 |                   |                    |                   | 24. prosinec | panna                               |
| Émilie de Villeneuve       | 9. března 1811  | 2. října 1854     | 5. července 2009   | 17. května 2015   | 2. říjen     | řeholnice, zakladatelka kongregace  |
| Emilius                    |                 | asi 250           |                    |                   | 22. květen   |                                     |
| Emilius ze Sardinie        |                 |                   |                    |                   | 28. květen   |                                     |
| Engelmar Hubert Unzeitig   | 1911            | 1945              | 24. října 2016     |                   |              | oběť nacismu zvaný "Anděl z Dachau" |
| Epifan ze Salaminy         | asi 315         | 403               |                    |                   | 12. květen   |                                     |
| Epimachius Pelusiota       |                 | asi 250           |                    |                   | 31. říjen    | poustevník                          |
| Eskil                      |                 |                   |                    |                   | 12. červen   | biskup                              |
| Esţfān Nehmé               |                 | 1938              | 2010               |                   |              |                                     |
| Etherius z Auxerre         |                 | 573               |                    |                   | 27. červenec | biskup                              |
| Etherius z Nikomédie       |                 | 304               |                    |                   | 18. červen   |                                     |
| Etherius z Vienne          |                 | 626               |                    |                   | 14. červen   | biskup                              |
| Eugendus                   | asi 449         | 510               |                    |                   | 1. leden     | opat                                |
| Eulálie z Barcelony        | asi 290         | asi 303           |                    |                   | 12. únor     | panna                               |
| Eulálie z Méridy           | asi 292         | asi 304           |                    |                   | 10. prosinec | panna                               |
| Euphrasia Eluvathingal     | 1877            | 1952              | 2006               | 2014              | 29. srpen    | řeholnice                           |
| Euplius                    |                 | asi 304           |                    |                   | 12. srpen    |                                     |
| Eusebius                   |                 | asi 17. srpen 310 |                    |                   | 26. září     | papež                               |
| Eusebius z Vercelli        | asi 283         | 1. srpna 371      |                    |                   | 2. srpen     |                                     |
| Eustach van Lieshout       | 1890            | 1943              | 2006               |                   | 30. srpen    | kněz                                |
| Eustach Římský             |                 | kol. r. 118       |                    |                   |              | jeden ze Čtrnácti sv. pomocníků     |
| Eustasius                  |                 | 629               |                    |                   | 2. duben     | opat                                |
| Eutychianus                |                 | 7. prosinec 283   |                    |                   | 8. prosinec  | papež                               |
| Eutychius                  |                 | 305               |                    |                   |              |                                     |
| Eutymius Veliký            |                 | 473               |                    |                   | 20. leden    | opat                                |
| Eva Montis Cornelli        | asi 1204        | 1265              | 1902               |                   | 14. březen   | rekluza a mystička                  |
| Evaristus                  |                 | asi 105           |                    |                   | 26. červen   | papež                               |
| Evžen I.                   |                 | 1. červen 657     |                    |                   | 2. červen    | papež                               |
| Evžen I. z Toleda          |                 | asi 96            |                    |                   | 15. listopad | biskup                              |
| Evžen II. z Toleda         | asi 600         | 657               |                    |                   | 13. listopad | biskup                              |
| Evžen III.                 |                 | 1153              | 28. prosince 1872  |                   | 8. červenec  | cisterciák, papež                   |
| Evžen Mučedník             |                 |                   |                    |                   | 4. březen    |                                     |
| Expedit                    |                 | 303               |                    |                   | 19. duben    |                                     |
| Ezechiel                   |                 |                   |                    |                   | 23. červenec | prorok                              |
| Ezechiel Moreno Díaz       | 1848            | 1906              | 1975               | 1992              | 19. srpen    | augustinián, biskup                 |

## F
| Jméno                    | Datum narození  | Datum úmrtí       | Datum blahoslavení     | Datum svatořečení | Svátek       | Poznámka                    |
| ------------------------ | --------------- | ----------------- | ---------------------- | ----------------- | ------------ | --------------------------- |
| Fabián                   |                 | 20. leden 250     |                        |                   | 20. leden    | papež                       |
| Fabiola                  |                 | 399               |                        |                   | 27. prosinec |                             |
| Fabius                   |                 | 300               |                        |                   | 31. červenec |                             |
| Faciolus                 |                 | 950               |                        |                   | 7. září      |                             |
| Fachanach                |                 | 6. století        |                        |                   | 14. srpen    | biskup z Ross               |
| Faron                    |                 | asi 670           |                        |                   | 28. říjen    | benediktin, biskup          |
| Faustyna Kowalská        | 25. srpna 1905  | 5. října 1938     |                        | 30. dubna 2000    |              | mystička                    |
| Felix                    |                 | 212               |                        |                   | 23. duben    | kněz                        |
| Felix                    |                 | 303               |                        |                   | 30. srpen    | kněz                        |
| Felix I.                 |                 | 30. prosinec 274  |                        |                   | 30. prosinec | papež                       |
| Felix II.                |                 | 492               |                        |                   | 1. březen    | papež                       |
| Felix III.               |                 | 530               |                        |                   | 12. říjen    | papež                       |
| Felix z Cantalice        | 1513            | 18. května 1587   |                        |                   | 18. květen   |                             |
| Felix z Noly             |                 | 3./4. stol.       |                        |                   | 14. leden    |                             |
| Felix ze Sutri           | asi 200         | 23. června 257    |                        |                   | 23. červen   |                             |
| Ferdinand III. Kastilský | 1199            | 30. květen 1252   |                        | 1671              |              | kastilský král              |
| Fiacrius                 | asi 610         | 670               |                        |                   | 30. srpen    |                             |
| Fidel ze Sigmaringy      | 1578            | 24. duben 1622    |                        | 1746              | 24. duben    | kapucín umučený protestanty |
| Filemon Koloský          |                 |                   |                        |                   | 22. listopad | novozákonní postava         |
| Filip (apoštol)          |                 |                   |                        |                   | 3. květen    |                             |
| Filip Howard             | 1557            | 1595              | 1929                   | 1970              | 19. říjen    | patron křivě obviněných     |
| Filipa Mareri            |                 | 1236              | 1806 (schválení kultu) |                   | 16. únor     | abatyše                     |
| Filippo Rinaldi          | 28. květen 1856 | 5. prosinec 1931  | 29. duben 1990         |                   | 5. prosinec  |                             |
| Fintan                   | asi 804         | asi 878           |                        |                   | 15. listopad | benediktin                  |
| Florián                  | 250             | 304               |                        |                   | 4. květen    |                             |
| Fortunát                 |                 | 212               |                        |                   | 23. duben    | jáhen                       |
| Franca Visalta           | 1170            | 1218              |                        |                   | 26. duben    | cisterciačka, abatyše       |
| František z Assisi       | 1181 nebo 1182  | 1226              |                        | 16. červenec 1228 | 4. říjen     | zakladatel řádu             |
| František z Camporossa   | 1804            | 1866              | 1929                   | 1962              | 17. září     | kapucín                     |
| František z Pauly        | 27. březen 1416 | 2. duben 1507     | 7. červenec 1513       | 1. květen 1519    | 2. duben     | zakladatel řádu             |
| František z Torquemady   |                 |                   |                        |                   | 13. říjen    | misionář                    |
| František Coll y Guitart | 1812            | 1875              | 1979                   | 2009              | 2. duben     | dominikán                   |
| František Dachtera       | 1910            | 1944              | 1999                   |                   | 22. srpen    | oběť nacismu                |
| František Saleský        | 21. srpen 1567  | 28. prosinec 1622 |                        | 19. duben 1625    | 24. leden    |                             |
| František Solano         | 10. březen 1549 | 14. červenec 1610 |                        |                   | 14. červenec |                             |
| František Stryjas        | 1882            | 1944              | 1999                   |                   | 31. červenec | katecheta, oběť nacismu     |
| František Xaverský       | 7. duben 1506   | 3. prosinec 1552  | 25. říjen 1619         | 12. březen 1622   | 3. prosinec  |                             |
| Františka Římská         | 1384            | 9. duben 1440     |                        | 1608              | 9. květen    |                             |
| Frodobertus              | asi 600         | asi 670           |                        |                   | 1. leden     | benediktinský opat          |

## G
| Jméno                      | Datum narození           | Datum úmrtí             | Datum blahoslavení | Datum svatořečení | Svátek        | Poznámka                                                          |
| -------------------------- | ------------------------ | ----------------------- | ------------------ | ----------------- | ------------- | ----------------------------------------------------------------- |
| Gabriel                    |                          |                         |                    |                   | 29. září      | archanděl                                                         |
| Gabriel Ferretti           | 1385                     | 1456                    |                    |                   | 9. listopad   | františkán                                                        |
| Gabriel Lalemant           | 1610                     | 17. března 1649         | 1925               | 1930              | 19. říjen     | jezuita                                                           |
| Gabriel Possenti           | 1. březen 1838           | 27. únor 1862           | 1908               | 1920              | 27. únor      |                                                                   |
| Gaius z Milána             |                          |                         |                    |                   | 27. září      | biskup                                                            |
| Gapito Mučedník            |                          |                         |                    |                   | 4. březen     |                                                                   |
| Gaudencie                  |                          | před r. 313             |                    |                   | 30. srpen     | zasvěcená panna                                                   |
| Gaucherius                 | 1060                     | 1140                    |                    | 1194              | 9. duben      |                                                                   |
| Galgano                    | asi 1140                 | 1181                    |                    | asi 1190          | 5. prosinec   |                                                                   |
| Gemma Galgani              | 1878                     | 1903                    | 1933               | 1941              | 14. květen    |                                                                   |
| Genesius z Arlu            |                          | asi 303                 |                    |                   | 25. srpen     |                                                                   |
| Gerard z Clairvaux         |                          | 1177                    |                    |                   | 16. říjen     | cisterciák                                                        |
| Gerard Majella             | 23. duben 1726           | 16. říjen 1755          | 29. leden 1893     | 11. prosinec 1904 | 16. říjen     | řeholník, laický bratr CSsR                                       |
| Gerard Sagredo             | asi 980                  | 1046                    |                    | 1083              | 24. září      | benediktin, biskup                                                |
| Gerasim Jordánský          |                          | 475                     |                    |                   | 5. březen     | opat                                                              |
| Gerlach                    |                          | 1165                    |                    |                   | 5. leden      | asketa                                                            |
| German Garrigues Hernández | 1895                     | 1936                    | 2001               |                   | 9. srpen      | kapucín                                                           |
| Gertruda Veliká            | 6. ledna 1256            | 17. listopadu 1301/1302 |                    |                   | 16. listopadu |                                                                   |
| Gianna Beretta Molla       | 4. říjen 1922            | 28. duben 1962          | 24. duben 1994     | 16. květen 2004   | 28. duben     |                                                                   |
| Giovanni Dominici          | 1356/1357                | 1419                    | 1832               |                   |               | dominikán                                                         |
| Gisela Bavorská            | asi 985                  | 7. květen asi 1060      |                    |                   | 7. květen     |                                                                   |
| Giuseppe Benedetto Dusmet  | 15. srpna 1818           | 4. dubna 1894           | 25. září 1988      |                   | 4. duben      | kardinál, benediktin                                              |
| Giuseppina Nicoli          | 18. listopadu 1863       | 31. prosince 1924       | 3. února 2008      |                   | 31. prosince  | řeholnice                                                         |
| Gorazd                     | 840                      | 900                     |                    |                   | 27. červenec  | žák sv. Cyrila a Metoděje                                         |
| Gotšalk / Gordius          |                          | 1184/304                |                    |                   | 3. leden      | blahoslavený premonstrátský opat ze Želivi/římský voják, mučedník |
| Gotšalk / Guenal           | 1. polovina 11. století/ | 6. června 1066/         |                    |                   | 3. listopad   | blahoslavený kníže-mučedník/opat, benediktin                      |
| Guerric z Igny             | 1070/1080                | 19. srpna 1157          |                    |                   |               | cisterciák                                                        |
| Guntram                    | 545                      | 592                     |                    |                   | 28. březen    |                                                                   |

## H
| Jméno                      | Datum narození    | Datum úmrtí       | Datum blahoslavení           | Datum svatořečení | Svátek       | Poznámka                                                  |
| -------------------------- | ----------------- | ----------------- | ---------------------------- | ----------------- | ------------ | --------------------------------------------------------- |
| Hadrián                    | 3. století        | asi 290           |                              |                   | 8. září      | voják                                                     |
| Hadrián III.               |                   | 885               |                              |                   | 8. červenec  | papež                                                     |
| Hartmann z Brixenu         | asi 1090          | 1164/1165         |                              |                   | 23. prosinec |                                                           |
| Haštal                     |                   |                   |                              |                   | 26. březen   |                                                           |
| Havel                      | 550               | 16. říjen asi 640 |                              |                   | 16. říjen    |                                                           |
| Hedvika Slezská            | 1174              | 15. září 1243     |                              | 26. březen 1267   | 16. říjen    |                                                           |
| Hedvika z Anjou            | 18. únor 1374     | 17. červenec 1399 | 8. srpen 1986                | 8. červen 1997    | 17. červenec |                                                           |
| Helena                     | 255               | 18. srpen 330     |                              |                   | 18. srpen    |                                                           |
| Helena Maria Stollenwerk   | 1852              | 1900              | 1994                         |                   | 3. únor      | řeholnice                                                 |
| Henryk Krysztofik          | 22. března 1908   | 4. srpna 1942     | 13. června 1999              |                   | 4. srpen     | kapucín, oběť nacismu                                     |
| Hermann Lange              | 1912              | 1943              | 2011                         |                   | 10. listopad | kněz, oběť nacismu                                        |
| Hermenegild                | 564               | 585               |                              |                   | 13. duben    |                                                           |
| Hermes z Moesie            |                   | asi 300           |                              |                   | 30. prosinec | exorcista                                                 |
| Heřman Josef               | 12. století       | 1241 nebo 1252    |                              |                   | 24. květen   | premonstrát                                               |
| Heřman z Reichenau         | 18. července 1013 | 24. září 1054     |                              |                   | 25. září     | benediktin                                                |
| Hesychius                  |                   |                   |                              |                   | 3. říjen     | mnich                                                     |
| Hieron                     | 9. století        | asi 856           |                              |                   | 17. srpen    |                                                           |
| Hilarius                   |                   | 28. únor 468      |                              |                   | 29. únor     | papež                                                     |
| Hilarius z Poitiers        | asi 315           | 13. leden 367     |                              |                   | 13. leden    | učitel církve                                             |
| Hilary Paweł Januszewski   | 1907              | 1945              | 13. červen 1999              |                   | 25. březen   | oběť nacismu                                              |
| Hildegarda z Bingenu       | 16. září 1098     | 17. září 1179     |                              |                   | 17. září     | učitelka církve                                           |
| Hiltruda z Lissies         | 8. století        |                   | asi 790                      |                   | 27. září     |                                                           |
| Hippolyt Římský            | asi 170           | 235               |                              |                   | 13. srpen    | církevní otec                                             |
| Homobonus                  | asi 1150          | 1197              |                              |                   | 13. listopad |                                                           |
| Honorat Zorraquino Herrero | 1908              | 1936              | 2001                         |                   |              | Školský bratr                                             |
| Honorius                   |                   |                   |                              |                   | 16. květen   |                                                           |
| Hormisdas                  |                   | 523               |                              |                   | 6. srpen     | papež                                                     |
| Hospic                     |                   | 581               |                              |                   | 21. květen   | poustevník                                                |
| Hroznata                   | asi 1160          | 14. července 1217 | 16. září 1897 (uznání kultu) |                   | 14. července | premonstrát, patron politických vězňů                     |
| Hubert                     | asi 655           | 727               |                              |                   | 3. listopad  |                                                           |
| Hugo z Avallonu            | 1140              | 1200              |                              |                   | 16. listopad |                                                           |
| Hugo z Cluny               | 1024              | 1109              |                              |                   | 24. duben    | benediktin, opat v Cluny                                  |
| Hugo z Grenoblu            | 1052/1053         | 1132              |                              | 1134              | 1. duben     | kanovník                                                  |
| Hugo z Novary              |                   |                   |                              |                   | 17. listopad | cisterciák                                                |
| Hugo z Rouenu              | kol. 690          | 9. dubna 730      |                              |                   |              | pařížský biskup                                           |
| Hulda                      |                   |                   |                              |                   | 30. duben    |                                                           |
| Humbelína                  | 1092              | 1136              |                              |                   | 12. únor     | sestra sv. Bernarda z Clairvaux zakladatelka cisterciaček |
| Hunna                      | 7. století        | asi 687           |                              |                   | 15. duben    |                                                           |
| Hyacint Krakovský          | 1183              | 15. srpen 1257    |                              | 17. duben 1594    | 17. srpen    | dominikánský kněz, misionář                               |
| Hyginus                    |                   | asi 140           |                              |                   | 11. leden    | papež                                                     |

## Ch
| Jméno        | Datum narození | Datum úmrtí       | Datum blahoslavení | Datum svatořečení | Svátek       | Poznámka         |
| ------------ | -------------- | ----------------- | ------------------ | ----------------- | ------------ | ---------------- |
| Charbel      | 8. květen 1828 | 24. prosinec 1898 | 5. prosinec 1965   | 9. říjen 1977     | 24. červenec | mnich a mystik   |
| Chariton     |                | asi 350           |                    |                   | 28. září     | opat             |
| Charitýna    |                | asi 304           |                    |                   | 5. října     |                  |
| Chrodegang   |                | 766               |                    |                   | 6. březen    |                  |
| Chrodechilda | asi 474        | 544               |                    |                   | 3. červen    | franská královna |
| Chrysogon    |                | 304               |                    |                   | 24. listopad |                  |

## I
| Jméno                | Datum narození        | Datum úmrtí       | Datum blahoslavení | Datum svatořečení | Svátek       | Poznámka                                                       |
| -------------------- | --------------------- | ----------------- | ------------------ | ----------------- | ------------ | -------------------------------------------------------------- |
| Ida z Boulogne       | asi 1040              | 13. duben 1113    |                    |                   | 13. duben    |                                                                |
| Ida z Herzfeldu      | asi 775               | 825               |                    |                   | 4. září      |                                                                |
| Idesbald z Düne      | asi 1090              | 1167              |                    |                   | 18. duben    | cisterciák                                                     |
| Ignác Falzon         | 1813                  | 1865              | 9. květen 2001     |                   |              |                                                                |
| Ignác z Antiochie    | asi 50                | 107               |                    |                   | 17. říjen    |                                                                |
| Ignác z Láconi       | 17. prosinec 1701     | 11. květen 1781   |                    | 21. říjen 1951    | 11. květen   |                                                                |
| Ignác z Loyoly       | 24. prosinec asi 1491 | 31. červenec 1556 | 27. červenec 1609  | 22. květen 1622   | 31. červenec | spoluzakladatel řádu                                           |
| Ilga                 | 11. století           | asi 115           |                    |                   | 8. červen    |                                                                |
| Illtud               |                       |                   |                    |                   | 6. listopad  |                                                                |
| Imelga Lambertiniová | 1321                  | 1333              |                    |                   | 12. květen   |                                                                |
| Imrich               | 1000 až 1007          | 2. září 1031      |                    | 1083              | 5. listopad  |                                                                |
| Inocenc I.           |                       | 12. březen 417    |                    |                   | 12. březen   | papež                                                          |
| Inocenc V.           | asi 1225              | 26. června 1276   | 14. března 1896    |                   | 22. červen   | papež                                                          |
| Irenej               |                       | asi 258           |                    |                   | 26. srpen    |                                                                |
| Irenej z Lyonu       | 140 až 160            | asi 202           |                    |                   | 28. červen   |                                                                |
| Isaiáš               |                       |                   |                    |                   | 9. květen    | starozákonní prorok                                            |
| Isaiáš               |                       | 309               |                    |                   | 16. únor     | druh mučedníka Eliáše                                          |
| Isidor ze Sevilly    | asi 560               | 4. duben 636      |                    | 1598              | 4. duben     | biskup                                                         |
| Isidor z Madridu     | asi 1070              | 1130              |                    | 1622              | 15. květen   | rolník                                                         |
| Isidor Egyptský      |                       | asi 449           |                    | 1622              | 4. únor      | mnich                                                          |
| Ivan                 |                       | 844               |                    |                   |              | poustevník                                                     |
| Ivan Merz            | 16. prosince 1896     | 1928              | 22. června 2003    |                   | 10. květen   | laik                                                           |
| Ivan Slezjuk         | 14. ledna 1896        | 2. prosince 1973  | 27. června 2001    |                   | 2. prosinec  | řeckokatolický biskup                                          |
| Ivan Zjatyk          | 26. prosinec 1899     | 17. květen 1952   | 2001               |                   |              | redemptorista byzantského ritu, mučedník                       |
| Ivo Bretaňský        | 1253                  | 1303              |                    | 1347              | 19. květen   |                                                                |
| Ivo ze Chartres      | asi 1040              | 23. prosince 1117 |                    |                   | 23. květen   | biskup                                                         |
| Izák                 |                       | 1003              |                    |                   | 25. srpen    | kamaldul                                                       |
| Izák z Hvězdy        |                       | 1178              |                    |                   |              | cisterciák                                                     |
| Izidor Pilusijský    |                       | 450               |                    |                   |              | žák sv. Jana Zlatoústého, jeden z iniciátorů Efezského koncilu |

## J
| Jméno                                | Datum narození       | Datum úmrtí                         | Datum blahoslavení | Datum svatořečení  | Svátek                                       | Poznámka                                                     |
| ------------------------------------ | -------------------- | ----------------------------------- | ------------------ | ------------------ | -------------------------------------------- | ------------------------------------------------------------ |
| Jáchym                               | 1. století př. n. l. | 1. stol. př. n. l. / 1. stol. n. l. |                    |                    | 26. červenec-s manželkou sv. Annou Samotřetí | otec Marie(matky Ježíše=dědeček Ježíše Krista Nazaretského)  |
| Jakub z Tunisu                       |                      | 1314                                |                    |                    | 16. prosinec                                 |                                                              |
| Jakub z Tunisu                       |                      | 1314                                |                    |                    | 16. prosinec                                 |                                                              |
| Jakub z Viterba                      |                      |                                     |                    |                    | 4. červen                                    | augustinián                                                  |
| Jakub Berthieu                       | 1838                 | 1896                                | 1965               | 2012               | 8. června                                    | jezuita, misionář                                            |
| Jakub Jáhen                          |                      | po r. 671                           |                    |                    | 17. srpen                                    |                                                              |
| Jakub Laval                          | 1803                 | 1864                                | 1979               |                    | 9. září                                      | řeholník                                                     |
| Jakub Větší                          |                      |                                     |                    |                    | 25. červenec                                 |                                                              |
| Jan I.                               |                      | 526                                 |                    |                    | 18. květen                                   | papež                                                        |
| Jan XXIII.                           | 25. listopadu 1881   | 3. června 1963                      | 3. září 2000       | 27. dubna 2014     | 3. červen / 11. říjen                        | papež                                                        |
| Jan Bosco                            | 15./16. srpna 1815   | 31. ledna 1888                      | 2. června 1929     | 1. dubna 1934      | 31. leden                                    | zakladatel řádu salesiánů, kněz                              |
| Jan od Kříže                         | 25. červen 1542      | 14. prosinec 1591                   | 25. leden 1675     | 27. prosinec 1726  | 14. prosinec                                 | karmelitán, mystik                                           |
| Jan z Avily                          | 1500                 | 1569                                | 4. dubna 1894      | 31. května 1970    | 10. květen                                   | učitel církve                                                |
| Jan z Benátek                        |                      | 1003                                |                    |                    | 25. srpen                                    | kamaldul                                                     |
| Jan z Boha                           | 8. květen 1495       | 8. květen 1550                      | 21. září 1630      | 16. říjen 1690     | 8. březen                                    | zakladatel řádu Milosrdných Bratří                           |
| Jan z Caramoly                       | 1280                 | 26. srpen 1339                      |                    |                    | 26. srpen                                    | cisterciák a poustevník                                      |
| Jan z Córdoby                        |                      | 824                                 |                    |                    | 27. září                                     |                                                              |
| Jan z Damašku                        | asi 650              | asi 750                             |                    |                    | 4. prosinec                                  | učitel církve                                                |
| Jan z Dukly                          | asi 1414             | 29. září 1484                       | 1773               | 10. červen 1997    | 29. září                                     | františkán                                                   |
| Jan z Luny                           |                      | 1422                                |                    |                    | 30. prosinec                                 |                                                              |
| Jan z Mathy                          | 1160                 | 12. prosince 1213                   |                    | 1666               | 17. prosinec                                 | zakladatel řádu Trinitářů                                    |
| Jan z Perugie                        |                      | 1231                                | 1723               |                    | 29. srpen                                    | františkán                                                   |
| Jan z Reaty                          |                      |                                     |                    |                    | 2. srpen                                     | augustinián                                                  |
| Jan z Říma                           |                      | 304                                 |                    |                    | 16. září                                     |                                                              |
| Jan Berchmans                        | 13. března 1599      | 13. srpna 1621                      | 1865               | 1888               | 13. srpna/26. listopadu (SJ)                 | jezuita                                                      |
| Jan Beyzym                           | 15. května 1880      | 2. října 1912                       | 2002               |                    | 2. říjen                                     | jezuita                                                      |
| Jan Bodey                            | 1549                 | 1583                                | 15. prosince 1929  |                    | 2. listopad                                  |                                                              |
| Jan Duns Scotus                      | asi 1266             | 8. listopad 1308                    | 20. březen 1993    |                    |                                              |                                                              |
| Jan Eudes                            |                      |                                     | 1909               | 1925               | 19. srpna                                    |                                                              |
| Jan Evangelista                      |                      |                                     |                    |                    | 27. prosinec                                 |                                                              |
| Jan Fisher                           | 1469                 | 1535                                | 1886               | 1935               | 22. červen                                   |                                                              |
| Jan František Régis                  | 31. leden 1597       | 30. prosinec 1640                   | 1716               | 16. červen 1737    | 31. prosinec                                 |                                                              |
| Jan González de Castrillo            | 1430                 | 1479                                |                    | 1690               |                                              |                                                              |
| Jan Gualbert                         | 985/995              | 12. července 1073                   |                    | 1193               | 12. červenec                                 | zakladatel řádu vallombrosiánů                               |
| Jan Houghton                         | 1485                 | 1535                                | 1886               | 1970               | 4. květen                                    | kartuzián                                                    |
| Jan Kapistrán                        | 1386                 | 1456                                |                    | 1690 nebo 1724     | 23. říjen                                    |                                                              |
| Jan Kassián                          |                      |                                     |                    |                    | 23. červenec                                 |                                                              |
| Jan Klimak                           |                      |                                     |                    |                    | 30. březen                                   |                                                              |
| Jan Křtitel                          |                      |                                     |                    |                    | 24. červen/29. srpen                         |                                                              |
| Jan Křtitel Mazzucconi               | 1826                 | 1855                                | 1983               |                    |                                              |                                                              |
| Jan Křtitel Piamarta                 | 26. listopadu 1841   | 25. dubna 1913                      | 12. října 1997     | 21. října 2012     | 25. duben                                    | kněz, zakladatel kongregace                                  |
| Jan Laudensis                        |                      | asi 1106                            |                    |                    | 7. září                                      | biskup, benediktin                                           |
| Jan Leonardi                         | 1541                 | 9. říjen 1609                       |                    | 1938               | 9. říjen                                     |                                                              |
| Jan Macías                           | 2. března 1585       | 16. září 1645                       |                    | 28. září 1975      | 16. září                                     |                                                              |
| Jan Nepomucký                        | 1340 až 1350         | 20. březen 1393                     | 31. květen 1721    | 19. březen 1729    | 16. květen                                   |                                                              |
| Jan Nepomuk Chrzan                   | 25. května 1885      | 1. července 1942                    | 13. června 1999    |                    | 12. červen                                   | oběť nacismu                                                 |
| Jan Nepomuk Neumann                  | 28. březen 1811      | 5. leden 1860                       | 13. říjen 1963     | 19. červen 1977    | 19. červen                                   | první severoamerický světec, biskup                          |
| Jan Pavel II.                        | 18. květen 1920      | 2. duben 2005                       | 1. květen 2011     | 27. duben 2014     |                                              | papež                                                        |
| Jan Prassek                          | 1911                 | 1943                                | 2011               |                    | 10. listopad                                 | oběť nacismu                                                 |
| Jan Sarkander                        | 20. prosinec 1576    | 17. březen 1620                     | 15. září 1859      | 21. květen 1995    | 6. květen                                    | mučedník zpovědního tajemství                                |
| Jan Stone                            |                      | 1539                                |                    |                    | 25. říjen                                    | augustinián                                                  |
| Jan Vianney                          | 8. květen 1786       | 4. srpen 1859                       | 8. leden 1905      | 1925               | 4. srpen                                     | kněz, farář v Arsu                                           |
| Jan Wall                             | 1620                 | 1679                                | 1929               | 1970               | 22. srpen                                    | františkán                                                   |
| Jan Yi Yun-il                        | 1823                 | 21. ledna 1867                      | 6. října 1968      | 6. května 1984     | 21. ledna                                    |                                                              |
| Jan Zlatoústý                        | 347/349              | 14. září 407                        |                    |                    | 13. září                                     | učitel církve                                                |
| Jana de Lestonnac                    | 1556                 | 1640                                |                    | 1949               | 2. únor                                      | řeholnice                                                    |
| Jana de Signa                        | asi 1244             | 1307                                |                    |                    | 9. listopad                                  | reklúza                                                      |
| Jana z Arku                          | 6. leden 1412        | 30. květen 1431                     | 18. duben 1909     | 16. květen 1920    | 16. květen                                   |                                                              |
| Jana z Lisabonu                      | 1452                 | 1490                                |                    |                    | 12. květen                                   | dominikánka                                                  |
| Jana z Valois                        | 1464                 | 1505                                |                    | 1950               | 4. únor                                      | francouzská královna později řeholnice                       |
| Jana Bonomo                          | 1606                 | 1670                                | 1783               |                    | 1. březen                                    | benediktinka                                                 |
| Jana Chuza                           |                      |                                     |                    |                    | 24. květen                                   | biblická postava                                             |
| Jana Soderini                        | asi 1301             | asi 1367                            | 1828               |                    | 1. září                                      | terciářka                                                    |
| Jean de Brébeuf                      | 25. březen 1593      | 16. březen 1649                     |                    | 1930               | 26. září                                     | Patron Kanady.                                               |
| Jeanne Delanoue                      | 18. červen 1666      | 17. srpen 1736                      | 5. listopad 1947   | 31. říjen 1982     | 17. srpen                                    | zakladatelka kongregace                                      |
| Jeanne Jugan                         | 25. říjen 1792       | 29. srpen 1879                      | 3. říjen 1982      | 11. říjen 2009     | 29. srpen                                    | zakladatelka kongregace                                      |
| Jenovéfa                             | 421                  | 512                                 |                    |                    | 3. leden                                     |                                                              |
| Jeremiáš                             |                      |                                     |                    |                    | 1. května                                    | starozákonní prorok                                          |
| Jeremiáš                             |                      | 309                                 |                    |                    | 16. únor                                     | druh mučedníka Eliáše                                        |
| Jeremiáš z Valachie                  | 29. června 1556      | 5. března 1625                      | 30. října 1983     |                    | 8. května                                    | kapucín                                                      |
| Jeroným                              | asi 347              | 30. září 420                        |                    |                    | 30. září                                     |                                                              |
| Jeroným Emiliani                     | 1486                 | 8. únor 1537                        |                    | 1767               | 8. únor                                      |                                                              |
| Jiljí                                | asi 640              | asi 710                             |                    |                    | 1. září                                      | opat                                                         |
| Jiljí Irwa                           | asi 1906             | 1918                                | 2002               |                    | 18. září                                     |                                                              |
| Jiljí Pontillo                       | 1729                 | 1812                                | 1888               | 1996               | 7. únor                                      | františkán                                                   |
| Jimram z Řezna                       |                      | 652                                 |                    |                    | 22. září                                     | biskup                                                       |
| Jindřich II.                         | 972/3                | 13. červenec 1024                   |                    | 1146               |                                              | císař Svaté říše římské                                      |
| Jindřich García Beltrán              | 1913                 | 1936                                | 2001               |                    | 16. srpen                                    | kapucín                                                      |
| Jindřich Librarius                   | ?                    | 1281                                |                    |                    |                                              | zakládající převor dominikánského kláštera v Č. Budějovicích |
| Jindřich Morse                       | 1595                 | 1. únor 1645                        | 15. prosinec 1929  | 25. říjen 1970     | 1. únor                                      |                                                              |
| Jindřich Uppsalský                   |                      | asi 1157                            |                    |                    | 20. leden                                    | biskup                                                       |
| Jiří                                 | 3. století           | 303                                 |                    |                    | 23. nebo 24. duben                           | patron skautů                                                |
| Joachina de Vedruna                  | 1783                 | 1854                                | 1940               | 1959               | 28. srpna                                    | řeholnice                                                    |
| Joaquín Vilanova Camallonga          | 1888                 | 1936                                | 11. března 2001    |                    | 27. červenec                                 | kněz                                                         |
| John Fisher                          | asi 1469             | 22. červen 1535                     | 29. prosinec 1886  | 19. květen 1935    | 22. červen                                   |                                                              |
| Jonáš                                |                      |                                     |                    |                    | 21. září                                     | starozákonní prorok                                          |
| Jordán Saský                         | 1200                 | 1237                                |                    |                    | 13. únor                                     | dominikán                                                    |
| Josafat Kuncevič                     | 1580                 | 12. listopadu 1623                  |                    | 1867               | 12. listopadu                                | biskup a mučedník                                            |
| Josef                                |                      |                                     |                    |                    | 19. březen                                   |                                                              |
| Josef                                |                      | 376                                 |                    |                    | 22. duben                                    | kněz                                                         |
| Josef Anchieta                       | 1534                 | 1597                                | 1979               | 2014               | 9. červen                                    | jezuita, misionář                                            |
| Josef Hymnographus                   |                      | 886                                 |                    |                    | 3. duben                                     | baziliánský mnich                                            |
| Josef Kopertinský                    | 17. červen 1603      | 18. září 1663                       | 24. únor 1753      | 16. červenec 1767  | 18. září                                     |                                                              |
| Josef Mayr-Nusser                    | 1910                 | 1945                                | 18. března 2017    |                    | 3. říjen                                     | oběť nacismu                                                 |
| Josef Tápies Sirvant                 | 1869                 | 1936                                | 2005               |                    |                                              | kněz                                                         |
| Josefa Marie de Benigánim            |                      |                                     |                    |                    | 23. leden                                    | augustiniánka                                                |
| Josefa Naval Girbés                  | 1820                 | 1893                                | 1988               |                    |                                              | karmelitánská terciářka                                      |
| Josefína Bakhita                     |                      | 1947                                | 17. května 1992    | 1. října 2000      | 8. únor                                      | bývalá otrokyně řeholnice                                    |
| José Antón Gómez                     | 1891                 | 1936                                | 29. října 2016     |                    |                                              | benediktin                                                   |
| Josemaría Escrivá de Balaguer        | 9. leden 1902        | 26. červen 1975                     | 17. květen 1992    | 6. říjen 2002      | 26. červen                                   |                                                              |
| Josep Samsó Elias                    | 1887                 | 1936                                | 2010               |                    |                                              | kněz                                                         |
| Joseph Vaz                           | 1651                 | 1711                                | 21. ledna 1995     | 14. ledna 2015     | 16. leden                                    | misionář                                                     |
| Jošt                                 |                      | 668/669/675                         |                    |                    |                                              |                                                              |
| Józef Kowalski                       | 13. března 1911      | 3. července 1942                    | 13. června 1999    |                    | 4. červenec                                  | salesián, oběť nacismu                                       |
| Józef Kut                            | 21. ledna 1905       | 18. září 1942                       | 13. června 1999    |                    | 18. září                                     | oběť nacismu                                                 |
| Józef Stanek                         | 6. prosince 1916     | 23. září 1944                       | 13. června 1999    |                    | 23. září                                     | oběť nacismu                                                 |
| Józef Zapłata                        | 5. března 1904       | 19. února 1945                      | 13. června 1999    |                    | 19. únor                                     | oběť nacismu                                                 |
| Jozue                                |                      |                                     |                    |                    | 1. září                                      | starozákonní patriarcha                                      |
| Juan Diego Cuauhtlatoatzin           | 1474                 | 30. květen 1548                     | 9. duben 1919      | 31. červenec 2002  | 9. prosinec                                  | indián z národa Aztéků z Mexika                              |
| Juan Rafael Mariano Alcocer Martínez | 1889                 | 1936                                | 29. října 2016     |                    |                                              | benediktin                                                   |
| Juda Tadeáš                          |                      |                                     |                    |                    | 28. říjen                                    | apoštol                                                      |
| Julián Alfredo Fernández Zapico      | 24. prosince 1903    | 9. října 1934                       | 29. dubna 1990     | 21. listopadu 1999 | 9. října                                     | školský bratr                                                |
| Juliana z Lutychu                    | asi 1192             | 5. duben 1252                       |                    | 1869               | 5. duben                                     |                                                              |
| Juliana z Nikomédie                  | 285                  | 304                                 |                    |                    | 16. únor                                     |                                                              |
| Julie Billiart                       | 12. červenec 1751    | 8. duben 1816                       | 13. květen 1906    | 22. červen 1969    | 8. duben                                     |                                                              |
| Julius I.                            |                      | 12. duben 352                       |                    |                    | 12. duben                                    | papež                                                        |
| Juniper Serra                        | 24. listopadu 1713   | 1784                                | 25. září 1988      |                    | 28. srpna                                    | františkán                                                   |
| Justin Mučedník                      | asi 100              | 165                                 |                    |                    | 1. červen                                    | teolog a filosof                                             |
| Justina z Padovy                     | asi 270              | 304                                 |                    |                    | 13. července / 7. října                      |                                                              |
| Justus                               |                      | 283                                 |                    |                    | 14. prosinec                                 | španělský mučedník                                           |
| Justus                               |                      |                                     |                    |                    |                                              | biskup                                                       |
| Justus Takayama Ukon                 | 1552                 | 1615                                | 7. února 2017      |                    | 3. únor                                      | "Kristův samuraj"                                            |

## K
| Jméno                  | Datum narození    | Datum úmrtí              | Datum blahoslavení | Datum svatořečení | Svátek        | Poznámka |
| ---------------------- | ----------------- | ------------------------ | ------------------ | ----------------- | ------------- | --- |
| Kalixt I.              |                   | asi 222                  |                    |                   | 14. říjen     | papež |
| Kamil de Lellis        | 25. květen 1550   | 14. červenec 1614        | 1742               | 1746              | 14. červenec  | |
| Karel I. Rakouský      | 17. srpen 1887    | 1. duben 1922            | 3. října 2004      |                   | 21. říjen     | Císař rakouský, apoštolský král uherský, král český, chorvatsko-slavonský, dalmátský, haličsko-vladiměřský, jeruzalémský atd. atd. |
| Karel Bonus            | 1084              | 1127                     |                    |                   | 2. březen     | |
| Karel Boromejský       | 2. říjen 1538     | 3. listopad 1584         | 1602               | 1. listopad 1610  | 4. listopad   | |
| Karel de Foucauld      | 15. září 1858     | 1. prosince 1916         |                    |                   |               | poustevník |
| Karel Leisner          | 28. února 1915    | 12. srpna 1945           | 23. června 1996    |                   | 12. srpen     | kněz, oběť nacismu |
| Karel Lwanga           | 1860/1865         | 3. června 1886           |                    | 18. října 1964    | 3. června     | |
| Karel Spinola          | 1564              | 10. září 1622            | 1867               |                   | 10. září      | jezuita, misionář |
| Karol Herman Stępień   | 21. října 1910    | 19. července 1943        | 13. června 1999    |                   | 19, červenec  | minorita, oběť nacismu |
| Karolina Kózka         | 1898              | 1914                     | 10. června 1987    |                   | 18. listopad  | |
| Kasián                 | 3. století        | asi 305                  |                    |                   | 13. srpen     | |
| Kastus                 |                   | asi 250                  |                    |                   | 22. květen    | |
| Kašpar Stanggassinger  | 1871              | 1899                     | 28. duben 1988     |                   |               | |
| Kateri Tekakwitha      | 1656              | 1680                     | 1980               | 2012              | 17. duben     | indiánka |
| Kateřina Alexandrijská | 3. století        | 4. století               |                    |                   | 25. listopad  | žila kol. r. 300 n. l., v českém civilním kalendáři je uvedena ve stejný den, v pravoslavných církvích má svátek 24. listopadu.    |
| Kateřina Labouré       | 2. května 1806    | 31. prosince 1876        | 28. května 1933    | 27. července 1947 | 31. prosinec  | vizionářka |
| Kateřina Sienská       | 25. březen 1347   | 29. duben 1380           |                    | 1461              | 29. duben     | |
| Kateřina Solaguti      |                   |                          |                    |                   | 1. leden      | řeholnice |
| Kazimír                | 3. říjen 1458     | 4. březen 1484           |                    | 1522              | 4. březen     | |
| Kevin z Glendalough    | 498               | 618                      |                    |                   | 3. červen     | poustevník, opat |
| Kinga Polská           | 1234              | 24. červenec             | 1690               | 1999              | 24. červenec  | |
| Klára                  | 16. červenec 1194 | 11. srpen 1253           |                    | 26. září 1255     | 11. srpen     | |
| Klárus z Marmoutier    | asi 356           | asi 396                  |                    |                   | 8. listopad   | poustevník |
| Klárus z Vallis Regia  |                   | 1043                     |                    |                   | 1. leden      | opat nebo biskup |
| Klárus z Vienne        |                   | 660                      |                    |                   | 1. leden      | opat |
| Klement I.             |                   | 97/101                   |                    |                   | 23. listopad  | papež |
| Klement Alexandrijský  | asi 150           | asi 212                  |                    |                   |               | církevní otec |
| Klement Maria Hofbauer | 26. prosinec 1751 | 15. březen 1820          | 29. leden 1888     | 20. květen 1909   | 15. březen    | |
| Kleofáš                |                   |                          |                    |                   | 25. září      | novozákonní postava |
| Kliment                | asi 830           | 27. července 916         |                    |                   | 27. červenec  | žák Cyrila a Metoděje, jeden z druhů sv. Gorazda                                                                                   |
| Klodoald               | 522               | 560                      |                    |                   | 7. září       | kněz |
| Koleta z Corbie        | 1381              | 1447                     | 1740               | 1807              | 6. březen     | |
| Kolman Muillin         |                   | 6. století               |                    |                   | 1. leden      | |
| Kolumba ze Sens        | 257               | 273                      |                    |                   | 31. prosinec  | |
| Kolumba Josef Marmion  | 1858              | 1923                     | 2000               |                   | 30. leden     | benediktin, opat |
| Konrád z Urachu        | asi 1170          | 30. září 1227            |                    |                   | 30. září      | kardinál, cisterciák |
| Konkordius z Arles     |                   | 343                      |                    |                   | 1. leden      | biskup |
| Konstancie             |                   | 354                      |                    |                   | 18. únor      | dcera Konstantina Velikého |
| Kontard z Este         | 1216              | 16. dubna 1249           |                    |                   | 16. duben     | poutník, Rytíř Božího hrobu |
| Kolumbán               | cca 540           | 23. listopadu 615        |                    |                   | 23. listopadu | opat, misionář |
| Konkordie              | ~200              | 258                      |                    |                   | 13. srpen     | chůva, kojná |
| Korbinián              | asi 680           | 725                      |                    |                   | 8. září       | biskup |
| Kornélius              |                   | 253                      |                    |                   | 16. září      | papež |
| Kordula                | 3. století        |                          |                    |                   | 22. říjen     | |
| Kosma                  |                   | 3. století               |                    |                   | 26. září      | druh sv. Damiána |
| Kristin                |                   | 1003                     |                    |                   | 25. srpen     | kamaldul |
| Kristýna               | asi 290           | asi 350                  |                    |                   | 14. ledna     | |
| Kryšpín z Viterba      | 13. listopad 1668 | 19. květen 1750          | 7. září 1806       | 20. červen 1982   | 19. květen    | kapucín |
| Kryšpína               | 3. století        | 5. prosinec 304          |                    |                   | 5. prosinec   | |
| Kryštof                |                   | asi 250                  |                    |                   | 25. červenec  | |
| Kryšpín z Viterba      | 13. listopad 1668 | 19. květen 1750          | 7. září 1806       | 20. červen 1982   | 19. květen    | kapucín |
| Kunhuta                | okolo 980         | 3. března 1033 nebo 1039 |                    | 29. březen 1200   | 3. březen     | |

## L
| Jméno                      | Datum narození    | Datum úmrtí       | Datum blahoslavení | Datum svatořečení | Svátek       | Poznámka                           |
| -------------------------- | ----------------- | ----------------- | ------------------ | ----------------- | ------------ | ---------------------------------- |
| Ladislav                   | 1040              | 1095              |                    | 1192              |              | uherský král                       |
| Landerik                   |                   | kol. r. 565       |                    |                   | 10. červen   | pařížský biskup                    |
| Laura Montoya Upegui       | 1874              | 1949              | 25. dubna 2004     | 12. května 2013   | 21. říjen    | kolumbijská řeholnice              |
| Laurencie Harasymiv        | 31. prosince 1912 | 1952              | 27. června 2001    |                   | 26. srpen    |                                    |
| Lazar                      |                   |                   |                    |                   | 17. prosinec |                                    |
| Leonard z Limoges          |                   | 559               |                    |                   | 6. listopad  |                                    |
| Leopold III. Babenberský   | 1073              | 15. listopad 1136 |                    | 1485              | 15. listopad | rakouský markrabě                  |
| Lev I. Veliký              | asi 400           | 10. listopad 461  |                    |                   | 10. listopad | papež                              |
| Lev Nowakowski             | 28. června 1913   | 31. října 1939    | 13. září 1999      |                   | 31. říjen    | oběť nacismu                       |
| Lidwina                    | 1380              | 1433              |                    |                   | 14. duben    |                                    |
| Lluís Janer Riba           | 1880              | 1936              | 2013               |                   | 4. březen    | kostelník katedrály v Tarragoně    |
| Longin                     |                   |                   |                    |                   | 15. březen   |                                    |
| Louis-Zéphirin Moreau      | 1824              | 1901              | 10. května 1987    |                   | 24. květen   | biskup                             |
| Lucian ze Sardinie         |                   |                   |                    |                   | 28. květen   |                                    |
| Lucie                      | asi 284           | 304               |                    |                   | 13. prosinec |                                    |
| Lucius z Churu             |                   | 5./6. století     |                    |                   | 2. prosinec  |                                    |
| Ludmila                    | asi 860           | 921               |                    | 11. století       | 16. září     | česká kněžna                       |
| Ludolf                     |                   | 1250              |                    |                   | 29. březen   | premonstrát, biskup a mučedník     |
| Ludvík IX. Svatý           | 25. duben 1214    | 25. srpen 1270    |                    |                   |              | francouzský král                   |
| Ludvík z Casorie           | 1814              | 1885              | 1993               | 2014              | 30. březen   | františkán                         |
| Ludwik Pius Bartosik       | 1909              | 1941              | 1999               |                   |              | minorita, oběť nacismu             |
| Luis Vidaurrázaga Gonzáles | 1901              | 1936              | 29. října 2016     |                   |              | benediktin                         |
| Luitgarda                  | 1182              | 1246              |                    |                   |              | cisterciačka, mystička             |
| Luigi Bordino              | 12. srpna 1922    | 25. srpna 1977    | 2. května 2015     |                   | 25. srpen    | řeholník                           |
| Luigi Caburlotto           | 7. června 1817    | 9. července 1897  | 16. května 2015    |                   | 9. červenec  | kněz a zakladatel                  |
| Lukáš                      |                   |                   |                    |                   |              | evangelista                        |
| Lukáš Alonz Gorda          | 1594              | 1633              | 18. listopadu 1981 | 18. října 1987    | 19. říjen    | dominikán                          |
| Lukáš Belludi              |                   | 1268              |                    |                   | 17. únor     | františkán                         |
| Lukáš Kirby                | 1549              | 1582              | 1886               | 1970              | 30. květen   | kněz působící v ilegalitě v Anglii |
| Lupus                      | asi 383           | asi 478           |                    |                   | 29. červenec |                                    |
| Luxorius                   |                   | 4. století        |                    |                   | 21. srpen    | voják                              |

## M
| Jméno                             | Datum narození     | Datum úmrtí         | Datum blahoslavení | Datum svatořečení                           | Svátek | Poznámka                                                        |
| --------------------------------- | ------------------ | ------------------- | ------------------ | ------------------------------------------- | --- | --------------------------------------------------------------- |
| Madeleine Baratová                | 1779               | 1865                |                    | 1925                                        | 25. květen |                                                                 |
| Magdaléna z Nagasaki              |                    |                     |                    |                                             | 20. říjen | augustiniánka                                                   |
| Magdaléna Alberici                |                    |                     |                    |                                             | 17. červenec                                                                                                  | augustiniánka                                                   |
| Makarius Veliký                   |                    | asi 390             |                    |                                             | 19. leden | poustevník                                                      |
| Malachiáš                         |                    |                     |                    |                                             | 18. prosinec                                                                                                  | starozákonní prorok                                             |
| Malachiáš                         | 1094               | 1148                |                    | 1190                                        | 2. listopad                                                                                                   | irský biskup                                                    |
| Malchus                           | asi 300            | asi 370             |                    |                                             | 20. říjen/28. březen                                                                                          |                                                                 |
| Manuel Basulto Jiménez            | 1869               | 1936                | 13. října 2013     |                                             | 6. listopad                                                                                                   | biskup                                                          |
| Manuel Borrás Ferré               |                    |                     | 13. října 2013     |                                             | 6. listopad                                                                                                   | pomocný biskup v Tarragoně                                      |
| Marcel I.                         |                    | 310                 |                    |                                             | 16. leden | papež                                                           |
| Marcel z Paříže                   |                    | asi 436             |                    |                                             | 1. listopad                                                                                                   | biskup                                                          |
| Marcellinus                       |                    | 304                 |                    |                                             | 26. duben | papež                                                           |
| Marcián z Říma                    |                    |                     |                    |                                             | 16. září | římský senátor                                                  |
| Marcián z Tortony                 |                    | 117 nebo 120        |                    |                                             | |                                                                 |
| Marciána Mauretánská              |                    | 9. ledna 304        |                    |                                             | 9. ledna |                                                                 |
| Marciano José López y López       | 17. listopadu 1900 | 9. října 1934       | 29. dubna 1990     | 21. listopadu 1999                          | 9. října | školský bratr                                                   |
| Marek                             |                    | 7. říjen 336        |                    |                                             | 7. říjen | papež                                                           |
| Marek z Aeca                      |                    |                     |                    |                                             | 5. listopad                                                                                                   | biskup                                                          |
| Marek z Aviana                    | 17. listopadu 1631 | 13. srpna 1699      | 27. dubna 2003     |                                             | 13. srpen | kapucín                                                         |
| Marek Evangelista                 |                    |                     |                    |                                             | 25. duben | první biskup Alexandrie v Egyptě                                |
| Marek Križin                      | 1589               | 1619                |                    | 1995                                        | 7. září | umučen protestanty                                              |
| Maria (matka Ježíšova)            |                    |                     |                    |                                             | 1. ledna(Slavnost Matky Boží Panny Marie)                                                                     | uctívána od 1. století n. l.                                    |
| Maria Goretti                     | 16. říjen 1890     | 6. červenec 1902    | 27. duben 1947     | 24. červen 1950                             | 6. červenec                                                                                                   |                                                                 |
| Maria Repetto                     | 1807               | 1890                | 1981               |                                             | 5. leden | řeholnice                                                       |
| María Ángela Astorch              | 1592               | 1665                | 1982               |                                             | 2. prosinec                                                                                                   | klariska-kapucínka                                              |
| María Ascensión Nicol Goñi        | 1868               | 1940                | 2005               |                                             | 24. února | řeholnice, zakladatelka kongregace                              |
| María Catalina Irigoyen Echegaray | 1848               | 1918                | 2011               |                                             | | řeholnice                                                       |
| Maria Julia Rodzińska             | 16. března 1899    | 20. února 1945      | 13. června 1999    |                                             | 20. únor | oběť nacismu                                                    |
| Marie-Élisabeth Turgeon           | 7. února 1840      | 17. srpna 1881      | 26. dubna 2015     |                                             | 17. srpen | řeholnice, zakladatelka kongregace                              |
| Maria Cristina Brando             | 1. května 1856     | 20. ledna 1906      | 27. dubna 2003     | 17. května 2015                             | 20. leden | řeholnice, zakladatelka kongregace                              |
| Marie-Alphonsine Danil Ghattas    | 4. října 1843      | 25. března 1927     | 22. listopadu 2009 | 17. května 2015                             | 25. březen | řeholnice, zakladatelka kongregace                              |
| Marian Konopiński                 | 10. září 1907      | 1. ledna 1943       | 13. června 1999    |                                             | 1. leden | oběť nacismu                                                    |
| Mariano de la Mata Aparício       | 31. prosince 1905  | 5. dubna 1983       | 2006               |                                             | 5. listopad                                                                                                   | augustinián                                                     |
| Marie Egyptská                    | asi 344            | asi 421             |                    |                                             | 1. duben |                                                                 |
| Marie od Ukřižovaného Ježíše      | 1846               | 1878                | 1983               | 2015                                        | | karmelitka                                                      |
| Marie od Vtělení Guyart           | 1599               | 1672                | 1918               | 2014                                        | 30. dubna | voršilka                                                        |
| Marie Magdalena                   |                    |                     |                    |                                             | 22. červenec                                                                                                  | učednice-apoštolka Páně                                         |
| Marie-Nicolas-Antoine Daveluy     | 1818               | 1866                | 6. října 1968      | 6. května 1984                              | 20. září | biskup ze skupiny korejských mučedníků                          |
| Marie Antonína Kratochvílová      | 1881               | 1942                | 13. června 1999    |                                             | | oběť nacismu                                                    |
| Marie Gabriella Sagheddu          | 17. března 1914    | 23. duben 1939      | 25. ledna 1983     |                                             | 22. duben | mniška OCSO                                                     |
| Marie Krescencie Höss             | 20. října 1682     | 1744                |                    | 2001                                        | 5. duben | mystička                                                        |
| Marie Restituta Kafková           | 1. květen 1894     | 30. březen 1943     | 21. červen 1998    |                                             | 29. říjen(den jejího odsouzení k trestu smrti v r. 1942)                                                      | řeholnice(nar. v Brně, z rodiny vídeňských Čechů), oběť nacismu |
| Marie Poussepinová                | 14. října 1653     | 24. ledna 1744      | 20. listopadu 1994 |                                             | 14. říjen | řeholnice                                                       |
| Marius z Avenches                 | 532                | 31. prosince 596    |                    |                                             | 31. prosinec                                                                                                  | biskup                                                          |
| Markéta Antiochijská              |                    | asi 304             |                    |                                             | 20. červenec                                                                                                  |                                                                 |
| Markéta Pole                      | 1473               | 1541                | 1886               |                                             | |                                                                 |
| Markéta Uherská                   | 27. leden 1242     | 18. leden 1270/1271 |                    | 1943                                        | 18. leden |                                                                 |
| Maron                             | 4. století         | 4. století          |                    |                                             | 9. únor | zakladatel maronitského mnišství                                |
| Marta z Betánie                   |                    | 1. století          |                    |                                             | 29. červenec                                                                                                  |                                                                 |
| Martin de Hinojosa                | asi 1140           | 16. září 1213       |                    |                                             | 17. září | cisterciák, opat, biskup                                        |
| Martin de Porres                  | 9. prosinec 1579   | 1639                |                    | 1962                                        | 3. listopad                                                                                                   | řeholník, laický bratr OP                                       |
| Martin z Dumia                    | okolo 510-520      | okolo 580           |                    |                                             | 20. březen | arcibiskup z Bragy                                              |
| Martin z Tours                    | 316/317            | 8. listopad 397     |                    |                                             | 11. listopad                                                                                                  | biskup z Tours                                                  |
| Martin Cid                        |                    | 1152                | 1701               |                                             | 7. říjen | cisterciák                                                      |
| Mary Ward                         | 1585               | 1645                | 2009               |                                             | 19. prosinec                                                                                                  | zakladatelka Congregatio Jesu                                   |
| Matěj                             |                    |                     |                    |                                             | 14. květen |                                                                 |
| Maternus Kolínský                 | asi 285            | 315                 |                    |                                             | 14. září |                                                                 |
| Matouš                            |                    |                     |                    |                                             | 21. září | evangelista                                                     |
| Matouš                            |                    | 1003                |                    |                                             | 25. srpen | kamaldul                                                        |
| Matouš Correa Magallanes          | 1866               | 1927                | 1992               | 2000                                        | 6. únor / 21. květen                                                                                          | mučedník zpovědního tajemství                                   |
| Matouš Kohioye                    | 1615               | 1633                | 18. listopadu 1981 | 18. října 1987                              | 19. říjen | dominikán                                                       |
| Maur                              | 1. až 3. stol.     | 1. až 3. stol.      |                    |                                             | 22. srpen | sťat, atribut meče                                              |
| Maur                              | 500-512            | asi 584             |                    |                                             | 5. říjen | benediktin, opat                                                |
| Maur z Pětikostelí                | 1000 nebo 1001     | asi 1070            |                    |                                             | 25. říjen | benediktin, opat                                                |
| Mauro Palazuelos Maruri           |                    |                     | 13. října 2013     |                                             | 6. listopad                                                                                                   | benediktin                                                      |
| Maxim z Kartága                   |                    | 250                 |                    |                                             | 10. duben |                                                                 |
| Maxim Vyznavač                    | asi 580            | 13. srpen 662       |                    |                                             | 13. srpen |                                                                 |
| Maxmilián Kolbe                   | 7. leden 1894      | 14. srpen 1941      | 17. říjen 1971     | 10. říjen 1982                              | 14. srpen | minorita, oběť nacismu                                          |
| Maxmilián z Pongau                |                    | asi 284             |                    |                                             | 12. říjen | biskup                                                          |
| Maxmilián z Tebessy               | 274                | 295                 |                    |                                             | 12. březen |                                                                 |
| Medard                            | asi 457            | asi 545             |                    |                                             | 8. června | biskup                                                          |
| Meginrad                          |                    | asi 861             |                    |                                             | 21. leden | benediktin                                                      |
| Mechthilda z Magdeburku           | asi 1207           | 1282                |                    |                                             | 15. srpen | řeholnice, mystička                                             |
| Melánie Mladší                    | 383                | 439                 |                    |                                             | 31. prosince                                                                                                  |                                                                 |
| Melchisedech                      |                    |                     |                    |                                             | 26. srpen | starozákonní král a kněz                                        |
| Melichar Grodecký                 | 1584               | 7. září 1619        | 1905               | 1995                                        | 7. září | jezuita umučený protestanty                                     |
| Melitus                           |                    | 624                 |                    |                                             | 24. duben | benediktin, biskup                                              |
| Metoděj                           | 815                | 885                 |                    | 1880 – s bratrem sv. Cyrilem (Konstantinem) | 5. červenec(v ČR a na Slovensku), v ostatní církvi je 14. února – datum smrti sv. Cyrila (Konstantina) v Římě | od 31.12.1980 jsou oba spolupatrony Evropy a Apoštolové Slovanů |
| Metoděj z Konstantinopole         | asi 789            | 847                 |                    |                                             | 14. červen | konstantinopolský patriarcha                                    |
| Metoděj z Olympu                  |                    | asi 311             |                    |                                             | 20. červen | biskup                                                          |
| Mieczysław Bohatkiewicz           | 1904               | 1942                | 13. června 1999    |                                             | | oběť nacismu                                                    |
| Michael                           |                    |                     |                    |                                             | 29. září | archanděl                                                       |
| Michael de Sanctis                | 1591               | 1625                | 1779               | 1862                                        | 10. duben | řeholník, mystik                                                |
| Michael Garicoits                 | 15. duben 1797     | 23. listopadu 1927  |                    | 1947                                        | 14. květen |                                                                 |
| Michael Remon Salvador            | 17. září 1907      | 3. srpna 1936       | 11. března 2001    |                                             | 3. srpen |                                                                 |
| Michal Jan Czartoryski            | 1897               | 1944                | 1999               |                                             | 6. září | dominikán zavražděný nacisty                                    |
| Michał Kozal                      | 25. září 1893      | 26. ledna 1943      | 14. červen 1987    |                                             | 26. leden | biskup, oběť nacismu                                            |
| Michał Oziębłowski                | 28. září 1900      | 31. července 1942   | 13. června 1999    |                                             | 12. červen | kněz, oběť nacismu                                              |
| Michał Piaszczyński               | 1. listopadu 1885  | 18. prosince 1940   | 13. června 1999    |                                             | 12. červen | kanovník, oběť nacismu                                          |
| Michal Pro                        | 13. ledna 1891     | 23. listopadu 1927  | 1988               |                                             | | jezuita                                                         |
| Michał Sopoćko                    | 1888               | 1975                | 2008               |                                             | 15. únor | kněz, zpovědník sv. Faustiny                                    |
| Michał Woźniak                    | 1875               | 1942                | 1999               |                                             | | oběť nacismu                                                    |
| Mikuláš                           | asi 280            | 345/352             |                    |                                             | 6. prosinec/8. květen                                                                                         |                                                                 |
| Mikuláš I. Veliký                 |                    | 867                 |                    |                                             | 13. listopad                                                                                                  | papež                                                           |
| Mikuláš Albergati                 | 1373               | 1443                | 25. září 1744      |                                             | 9. květen | kartuzián, kardinál                                             |
| Mikuláš Saggio                    | 1650               | 1709                | 1786               | 2014                                        | 3. únor | paulán                                                          |
| Mikuláš Tolentinský               | asi 1246           | 10. září 1305       |                    |                                             | 10. září |                                                                 |
| Mikuláš z Flüe                    | 21. března 1417    | 21. března 1487     | 1669               | 1947                                        | 21. březen/25. září                                                                                           | poustevník                                                      |
| Miltiades                         |                    | 11. leden 314       |                    |                                             | 10. prosinec                                                                                                  | papež                                                           |
| Mojžíš Uherský                    | asi 983            | 26. července 1043   |                    |                                             | 26. červenec                                                                                                  | mnich                                                           |
| Monika                            | 332                | 387                 |                    |                                             | 27. srpen |                                                                 |
| Myron                             |                    | 3. století          |                    |                                             | 17. srpen | kněz                                                            |

## N
| Jméno                           | Datum narození  | Datum úmrtí      | Datum blahoslavení | Datum svatořečení | Svátek       | Poznámka                                         |
| ------------------------------- | --------------- | ---------------- | ------------------ | ----------------- | ------------ | ------------------------------------------------ |
| Narcisa de Jesus Martillo Moran | 29. říjen 1832  | 8. prosinec 1869 | 25. říjen 1992     | 12. říjen 2008    | 30. srpen    |                                                  |
| Natalia Tułasiewicz             | 9. dubna 1906   | 31. března 1945  | 13. června 1999    |                   | 31. březen   | oběť nacismu                                     |
| Naum                            | 840             | 910              |                    |                   | 27. červenec | žák Cyrila a Metoděje, jeden z druhů sv. Gorazda |
| Neot                            |                 | 877              |                    |                   | 31. červenec |                                                  |
| Nereus                          | 3. století      | 3. století       |                    |                   | 12. květen   |                                                  |
| Nicasius z Remeše               | 4. století      | 5. století       |                    |                   | 14. prosinec |                                                  |
| Nicetas                         | 3. století      | 3. století       |                    |                   | 24. červenec |                                                  |
| Nicostratus                     |                 | 3./4. stol.      |                    |                   | 21. květen   |                                                  |
| Niels Stensen                   | 11. leden 1638  | 5. prosinec 1686 | 23. říjen 1988     |                   | 25. listopad |                                                  |
| Nikita                          |                 | 824              |                    |                   | 3. duben     | igumen, poustevník                               |
| Nikomedes                       |                 |                  |                    |                   | 15. září     |                                                  |
| Nivard z Clairvaux              | asi 1100        |                  |                    |                   | 7. únor      | bratr sv. Bernarda z Clairvaux, cisterciák       |
| Nonnosus                        | asi 500         | asi 560          |                    |                   | 2. září      | benediktin                                       |
| Norbert z Xantenu               | asi 1082        | 6. červen 1134   | 1215               | 1582              | 6. červen    | zakladatel řádu premonstrátů                     |
| Notburga Ebenská                | asi 1265        | asi 1313         |                    |                   | 14. září     |                                                  |
| Notburga z Klettgau             | 9. století      |                  |                    |                   | 26. leden    |                                                  |
| Notker Balbulus                 | asi 840         | 912              | 1512               |                   | 6. duben     | benediktin, učenec                               |
| Nuno Álvares Pereira            | 24. červen 1360 | 1. duben 1431    | 23. leden 1918     |                   | 1. duben     |                                                  |

## O
| Jméno                   | Datum narození   | Datum úmrtí       | Datum blahoslavení  | Datum svatořečení | Svátek       | Poznámka                         |
| ----------------------- | ---------------- | ----------------- | ------------------- | ----------------- | ------------ | -------------------------------- |
| Octavius z Turína       |                  | 297               |                     |                   | 20. prosinec | voják                            |
| Oda                     | 680              | 726               |                     |                   | 23. říjen    |                                  |
| Odila                   | asi 660          | 720               |                     |                   | 13. prosinec |                                  |
| Odilo z Cluny           | 961              | 1049              |                     |                   | 1. leden     | benediktin, opat                 |
| Odo z Novary            | 1100             | 1198              | 1859                |                   | 14. leden    | kartuzián                        |
| Odoardo Focherini       | 1907             | 1944              | 2013                |                   |              | oběť nacismu                     |
| Olaf II. Svatý          | 995              | 29. červenec 1030 |                     |                   | 29. červenec | norský král                      |
| Olga                    |                  | 969               |                     |                   | 11. červenec | ruská kněžna                     |
| Olivier Plunket         | 1. listopad 1629 | 11. červenec 1681 | 23. květen 1920     | 12. říjen 1975    | 12. červenec |                                  |
| Oliver z Ancony         |                  | asi 1050          |                     |                   | 3. únor      |                                  |
| Ondřej                  |                  | 1. století        |                     |                   | 30. listopad |                                  |
| Ondřej de Signia        |                  | 1302              | 1724                |                   | 1. únor      | kardinál                         |
| Ondřej z Lary           |                  |                   |                     |                   | 19. únor     |                                  |
| Ondřej Avellino         | 1521             | 1608              | 1624                | 1712              | 10. listopad |                                  |
| Ondřej Bassette         | 1845             | 1937              | 1982                | 2010              | 6. leden     | řeholník                         |
| Ondřej Bobola           | 1591             | 1657              |                     |                   | 16. květen   |                                  |
| Ondřej Conti            | 1235             | 1302              | 1724 (uznání kultu) |                   | 1. únor      | františkán                       |
| Ondřej Corsini          | 1301             | 6. leden 1374     | 1440                | 22. duben 1629    | 6. leden     | biskup ve Fiesole                |
| Ondřej Hubertus Fournet | 1752             | 1834              | 1926                | 1933              | 13. květen   | kněz a zakladatel kongregace     |
| Ondřej Kim Taegon       | 21. srpna 1821   | 16. září 1846     |                     | 6. května 1984    | 20. září     |                                  |
| Onesim                  |                  |                   |                     |                   | 15. únor     | biblická postava                 |
| Onufrius Anachoreta     |                  | asi 400           |                     |                   | 12. červen   | poustevník                       |
| Onufrius Wasyluk        | 1853             | 1894              | 1996                |                   | 24. leden    | jeden z tzv. mučedníků z Podlesí |
| Oportuna                |                  | asi 770           |                     |                   | 22. duben    | abatyše                          |
| Osburga                 |                  | asi 1018          |                     |                   | 30. březen   |                                  |
| Óscar Romero            | 15. srpna 1917   | 24. března 1980   | 23. května 2015     |                   | 24. březen   |                                  |
| Osvald                  |                  | 996               |                     |                   | 29. únor     | benediktin                       |
| Osvald Northumbrijský   | asi 603          | 642               |                     |                   | 5. srpen     | král                             |
| Otmar                   |                  | asi 670           |                     |                   | 1. listopad  | misijní biskup                   |
| Otmar                   | asi 689          | asi 759           |                     | 864               | 16. listopad | opat                             |
| Oto z Bambergu          | asi 1061         | 1139              |                     | 1189              | 30. červen   | biskup                           |
| Oto z Freisingu         | 1112             | 1158              |                     |                   | 22. září     | cisterciák, biskup               |
| Otto Neururer           | 1882             | 1940              | 1996                |                   | 30. květen   | oběť nacismu                     |
| Otýlie                  | 660–662          | 720               |                     |                   | 13. prosinec | benediktinka                     |
| Ouen z Rouenu           | asi 600          | asi 684           |                     |                   | 24. srpen    |                                  |

## P
| Jméno                   | Datum narození     | Datum úmrtí       | Datum blahoslavení | Datum svatořečení | Svátek                                       | Poznámka                            |
| ----------------------- | ------------------ | ----------------- | ------------------ | ----------------- | -------------------------------------------- | ----------------------------------- |
| Pacián                  |                    | asi 390           |                    |                   | 9. březen                                    |                                     |
| Pafnucius               |                    | asi 360           |                    |                   | 11. září                                     | biskup                              |
| Pafnucius               |                    | asi 380           |                    |                   | 29. listopad                                 | opat                                |
| Pachomios               |                    | 347/348           |                    |                   | 9. květen                                    | jeden ze zakladatelů mnišství       |
| Pantaleon               |                    | asi 305           |                    |                   | 27. červenec                                 |                                     |
| Palladius               |                    | 5. století        |                    |                   | 7. červenec                                  |                                     |
| Pankrác                 | asi 289            | asi 304           |                    |                   | 12. květen                                   |                                     |
| Paternus z Avranches    |                    | asi 565           |                    |                   | 15. duben                                    |                                     |
| Patrik                  | 4./5. století      | 5. století        |                    |                   | 17. březen                                   |                                     |
| Patritius               |                    |                   |                    |                   | 28. duben                                    |                                     |
| Paulín z Noly           | 353                | 431               |                    |                   | 22. červen                                   | biskup                              |
| Paulinus z Yorku        |                    | 10. října 644     |                    |                   | 10. říjen                                    | biskup                              |
| Pavel Peter Gojdič      | 1888               | 1960              | 2001               |                   |                                              | řeckokatolický biskup               |
| Pavel Chong Ha-sang     | 1795               | 22. září 1839     | 5. července 1925   | 6. května 1984    | 20. září                                     |                                     |
| Pavel Miki a druhové    |                    | 5. února 1597     |                    |                   | 6. únor                                      |                                     |
| Pavel Thébský           | asi 228            |                   |                    |                   | 15. leden                                    | poustevník                          |
| Pavel z Tarsu           |                    | 67                |                    |                   | 25. leden, 10. únor 29. červen, 18. listopad | apoštol                             |
| Pavlína Římská          |                    |                   |                    |                   |                                              | panna a mučednice                   |
| Pega                    |                    | asi 719           |                    |                   | 8. leden                                     |                                     |
| Peregrín Laziosi        | 1265               | 1. květen 1345    |                    | 27. prosinec 1726 | 2. květen                                    |                                     |
| Perpetua                | 202/203            |                   |                    |                   | 7. březen                                    |                                     |
| Petr                    |                    | 60/67             |                    |                   | 29. červen, 22. únor 1. srpen                | apoštol, papež                      |
| Petr z Tarentaise       | 1102               | 1140              |                    | 1191              | 20. červen                                   | cisterciák                          |
| Petr ze Saxoferrata     |                    | 1231              | 1723               |                   | 29. srpen                                    | františkán                          |
| Petr Calungsod          | asi 1655           | 2. dubna 1672     | 5. března 2000     | 21. října 2012    | 2. duben                                     | laický katecheta                    |
| Petr Canisius           | 8. květen 1521     | 21. prosinec 1597 | 1854               |                   | 21. prosinec                                 |                                     |
| Petr Damián             | asi 1007           | 22./23. únor 1072 |                    |                   | 21. únor                                     |                                     |
| Petr Donders            | 1809               | 1886              | 1982               |                   |                                              | redemptorista                       |
| Petr Faber              | 13. duben 1506     | 1. srpen 1546     | 5. září 1872       | 1872              | 2013                                         | jezuita                             |
| Petr Fourier            | 30. listopadu 1565 | 9. prosince 1640  | 1730               | 1897              | 21. prosinec                                 | kněz                                |
| Petr Chanel             | 12. červenec 1803  | 28. duben 1841    | 17. listopad 1889  | 12. červnw 1954   | 28. duben                                    |                                     |
| Petr Chrysolog          | asi 380            | asi 450           |                    |                   | 30. červenec                                 |                                     |
| Petr Julián Eymard      | 4. únor 1811       | 1. srpen 1868     | 1925               | 9. prosinec 1962  | 2. srpen                                     | zakladatel kongregace Eucharistiánů |
| Petr Poveda Castroverde | 1874               | 1936              | 1993               | 2003              | 28. červenec                                 | bosý karmelitán                     |
| Petr Tarrés Claret      | 1905               | 1950              | 2004               |                   | 31. srpen                                    | lékař a kněz                        |
| Petr Veronský           | 1205               | 6. duben 1252     |                    | 25. březen 1253   | 29. duben                                    | dominikán                           |
| Petronila               |                    |                   |                    |                   | 31. květen                                   |                                     |
| Pier Giorgio Frassati   | 6. duben 1901      | 4. červenec 1925  | 20. květen 1990    |                   | 4. červenec                                  | dominikánský terciář                |
| Pierina Morosini        | 7. leden 1931      | 6. duben 1957     | 4. říjen 1987      |                   | 6. duben                                     |                                     |
| Pietro Berno            | 1552               | 1583              | 2. dubna 1893      |                   |                                              |                                     |
| Pio z Pietrelciny       | 25. květen 1887    | 23. září 1968     | 2. květen 1999     | 16. červen 2002   | 23. září                                     | stigmatizovaný kapucín              |
| Pio Campidelli          | 29. dubna 1868     | 2. listopadu 1889 | 17. listopadu 1985 |                   | 2. listopad                                  | passionista                         |
| Pionius                 |                    | 12. březen 250    |                    |                   | 1. únor                                      |                                     |
| Pirmin                  | 670                | 753               |                    |                   | 3. listopad                                  |                                     |
| Pius V.                 | 17. leden 1504     | 1. květen 1572    | 1. květen 1672     | 22. květen 1712   | 30. duben                                    | papež                               |
| Pius X.                 | 2. červen 1835     | 20. srpen 1914    | 3. červen 1951     | 29. květen 1954   | 21. srpen                                    | papež                               |
| Placid z Disentisu      |                    | 7. století        |                    |                   | 11. červenec                                 | benediktin                          |
| Placid ze Subiaca       | asi 515            | 6. století        |                    |                   | 5. říjen                                     | benediktin                          |
| Placid Riccardi         | 1844               | 1915              | 1954               |                   | 14. březen                                   | benediktin                          |
| Placida Viel            | 1815               | 1877              | 1951               |                   | 4. březen                                    | řeholnice                           |
| Polyeukt                |                    | 10. ledna 259     |                    |                   | 13. únor                                     |                                     |
| Polykarp ze Smyrny      | asi 69             | 155/156           |                    |                   | 23. únor                                     |                                     |
| Pompeius z Kartága      |                    | 250               |                    |                   | 10. duben                                    |                                     |
| Poncián                 |                    | 237               |                    |                   | 13. srpen                                    | papež                               |
| Priamus ze Sardinie     |                    |                   |                    |                   | 28. květen                                   |                                     |
| Proculus                |                    | 305               |                    |                   | 18. říjen                                    | jáhen                               |
| Prokop                  | 970                | 25. března 1053   |                    | 1204              | 4. červenec                                  | opat                                |
| Prokop Palestinský      |                    | asi 303           |                    |                   | 8. červenec                                  |                                     |

## R
| Jméno                        | Datum narození  | Datum úmrtí     | Datum blahoslavení | Datum svatořečení                   | Svátek     | Poznámka                       |
| ---------------------------- | --------------- | --------------- | ------------------ | ----------------------------------- | ---------- | ------------------------------ |
| Rabanus Maurus               | asi 780         | 4. únor 856     |                    |                                     | 4. únor    |                                |
| Radegunda Durynská           | 518             | 587             |                    |                                     | 13. srpen  |                                |
| Radim                        | před 970        | po 1006         |                    |                                     |            |                                |
| Rafael                       |                 |                 |                    |                                     | 29. září   | archanděl                      |
| Rafael Arnáiz Barón          | 9. května 1911  | 26. května 1938 | 27. září 1992      | 11. října 2009                      | 26. květen | trapistický mnich              |
| Rafaela Ybarra de Vilallonga | 1843            | 1900            | 1984               |                                     | 23. únor   |                                |
| Rajmund Nonnatus             | 1204            | 1240            |                    |                                     | 31. srpen  |                                |
| Rajmund z Peňafortu          | 1175 až 1180    | 1275            |                    |                                     | 7. leden   |                                |
| Rajner z Pisy                | asi 1100        | 1160            |                    |                                     | 17. červen |                                |
| Ramold z Řezna               | asi 900         | 1000 nebo 1001  |                    |                                     | 17. červen |                                |
| Raso z Andechsu              | asi 900         | 953 nebo 954    |                    |                                     | 19. červen |                                |
| Rebeka ar-Rayyas de Himlaya  | 1832            | 1914            | 1984               | 2001                                | 23. březen | řeholnice                      |
| Richard                      |                 | asi 720         |                    |                                     | 7. únor    | král, poutník                  |
| Richard z Chichesteru        | 1197            | 1253            |                    | 1262                                | 3. duben   | biskup                         |
| Richard Gwyn                 | asi 1597        | 1584            |                    |                                     | 17. říjen  |                                |
| Richard Pampuri              | 1897            | 1930            | 1981               | 1989                                | 1. květen  | milosrdný bratr                |
| Rimagil                      |                 | asi 671-679     |                    |                                     | 3. září    | benediktin                     |
| Rita z Cascie                | kol. r. 1380    | 22. května 1456 |                    |                                     | 22. květen | řeholnice – augustiniánka      |
| Robert Lawrence              |                 | 1535            | 1886               | 1970                                | 4. květen  | kartuzián                      |
| Robert z Molesme             | okolo 1028      | 17. dubna 1111  |                    | 1222                                | 29. duben  | zakladatel Cisterciáckého řádu |
| Robert z Newminsteru         | asi 1100        | 1159            |                    |                                     | 7. červen  | cisterciák                     |
| Robert z Remeše              |                 | asi 743         |                    |                                     | 4. leden   |                                |
| Robert Bellarmino            | 4. říjen 1542   | 17. září 1621   | 13. květen 1923    | 16. červen 1930                     | 17. září   |                                |
| Roch z Montpellieru          | asi 1295        | 16. srpen 1327  |                    |                                     | 16. srpen  |                                |
| Roman Archutowski            | 1882            | 1943            | 1999               |                                     | 12. červen | oběť nacismu                   |
| Roman Lysko                  | 1914            | 1949            | 2001               |                                     | 14. říjen  | řeckokatolický kněz            |
| Roman Melodus                |                 | asi 500         |                    |                                     | 1. říjen   | básník a teolog                |
| Roman Římský                 |                 | asi 258         |                    |                                     | 9. srpen   | voják                          |
| Roman Sitko                  | 1880            | 1942            | 1999               |                                     | 12. říjen  | oběť nacismu                   |
| Romedius                     |                 |                 |                    | 24. července 1907 (schválení kultu) | 15. leden  | poustevník                     |
| Romuald                      | asi 951         | 1027            |                    |                                     | 19. červen |                                |
| Rupert Salcburský            |                 | asi 710         |                    |                                     | 27. březen |                                |
| Růžena Limská                | 20. dubna 1586, | 24. srpna 1617  | 15. dubna 1667     | 2. dubna 1671                       | 23. srpna  | 30. srpna                      |

## Ř
| Jméno                | Datum narození   | Datum úmrtí      | Datum blahoslavení | Datum svatořečení | Svátek             | Poznámka                                   |
| -------------------- | ---------------- | ---------------- | ------------------ | ----------------- | ------------------ | ------------------------------------------ |
| Řehoř I. Veliký      | asi 540          | 12. březen 604   |                    | 1295              | 3. září            | papež učitel církve                        |
| Řehoř III.           |                  | 29. listopad 741 |                    |                   | 28. listopad       | papež                                      |
| Řehoř VII.           |                  | 28. květen 1085  |                    | 1606              | 28. květen         | papež                                      |
| Řehoř z Nareku       | asi 944          | asi 1010         |                    |                   | 25. leden/27. únor | učitel církve                              |
| Řehoř z Nazianzu     | 329              | 25. leden 389    |                    |                   | 2. leden           | učitel církve konstantinopolský patriarcha |
| Řehoř z Neocézarei   | asi 213          | asi 270          |                    |                   | 17. listopad       | biskup                                     |
| Řehoř z Nyssy        | asi 335          | po 394           |                    |                   | 9. březen          | učitel církve biskup v Nysse               |
| Řehoř z Tours        | 30. listopad 539 | 17. listopad 594 |                    |                   | 17. listopad       | biskup                                     |
| Řehoř Arménský       |                  | asi 335          |                    |                   | 30. září           | biskup                                     |
| Řehoř Barbarigo      | 1625             | 1697             |                    |                   | 31. květen         |                                            |
| Řehoř Dekapolitánský | po r. 750        | 842              |                    |                   | 20. listopad       | mnich                                      |
| Řehoř Chozevita      |                  | 7. století       |                    |                   | 8. leden           | mnich                                      |
| Řehoř Frąckowiak     | 8. července 1911 | 5. května 1943   | 13. června 1999    |                   | 5. květen          | verbista, oběť nacismu                     |
| Řehoř Malejský       |                  |                  |                    |                   | 20. listopad       | mnich                                      |

## S
| Jméno                       | Datum narození   | Datum úmrtí        | Datum blahoslavení | Datum svatořečení | Svátek                   | Poznámka                             |
| --------------------------- | ---------------- | ------------------ | ------------------ | ----------------- | ------------------------ | ------------------------------------ |
| Sabina                      | asi 1. století   | asi 126            |                    |                   | 29. srpen                |                                      |
| Sabbas                      | 333 nebo 334     | 12. dubna 372      |                    |                   | 12. duben                |                                      |
| Sadok                       | asi 1200         | asi 1250           | 1295               |                   | 2. červen                | dominikán                            |
| Salvatore Lilli             | 19. červen 1853  | 22. listopad 1895  | 3. říjen 1982      |                   | 22. listopad             | františkán                           |
| Salvio Huix Miralpéix       | 1877             | 1936               | 13. října 2013     |                   | 5. srpen                 | oratorián                            |
| Samuel                      |                  | asi 1000 př. n. l. |                    |                   | 20. srpen                | starozákonní prorok                  |
| Samuel                      |                  | 309                |                    |                   | 16. únor                 | druh mučedníka Eliáše                |
| Sancja Szymkowiak           | 1910             | 1942               | 2002               |                   | 29. srpen                | řeholnice                            |
| Sára Salkaházi              | 11. květen 1899  | 27. prosinec 1944  | 24. duben 2006     |                   | 27. prosinec             | zavražděna nacisty pro ukrývání Židů |
| Sarbel                      |                  | 101                |                    |                   | 29. leden                |                                      |
| Saturnin z Toulouse         | 2. století       | asi 250            |                    |                   | 29. listopad             |                                      |
| Saturnina z Arrasu          | 7. století       | 7. století         |                    |                   | 4. červen                |                                      |
| Sáva Posvěcený              | 439              | 532                |                    |                   | 5. prosinec              | poustevník                           |
| Sáva Sedmipočetník          |                  |                    |                    |                   | 27. červenec             | žák sv. Cyrila a Metoděje            |
| Sebald                      | 7. až 8. století |                    |                    |                   | 19. srpen                |                                      |
| Secundinus z Cirty          |                  |                    |                    |                   | 29. duben                |                                      |
| Senen                       | 3. století       | 303                |                    |                   | 30. července             |                                      |
| Sergius I.                  |                  | 8. září 701        |                    |                   | 8. září                  | papež                                |
| Servác                      | 4. století       | 384                |                    |                   | 13. květen               |                                      |
| Severin Gallo               |                  | 1419               |                    |                   | 1. leden                 |                                      |
| Severin z Kolína            | 4. století       | 5. století         |                    |                   | 23. říjen                |                                      |
| Severin z Norika            | 410              | 8. leden 482       |                    |                   | 8. leden                 |                                      |
| Severin z Paříže            |                  | 540 nebo 555       |                    |                   | 27. listopad             | poustevník                           |
| Scholastika                 | asi 480          | 542/543            |                    |                   | 10. únor                 | sestra svatého Benedikta, řeholnice  |
| Siard                       |                  | 17. listopad 1230  |                    |                   | 14. listopad             | premonstrát, opat                    |
| Sibyllina Biscossiová       | 1287             | 1367               |                    | 1854              | 19. březen               |                                      |
| Sigfrid Švédský             | 10. století      | 1040/1045          |                    |                   | 15. únor                 |                                      |
| Sigisbert                   |                  | 7. století         |                    |                   | 11. červenec             | benediktinský opat                   |
| Silverius                   | asi 480          | 537                |                    |                   | 20. červen               | papež                                |
| Silvestr I.                 |                  | 31. prosinec 335   |                    |                   | 31. prosinec             | papež                                |
| Silvie                      | asi 515          | 595                |                    |                   | 3. listopad              |                                      |
| Simeon                      |                  |                    |                    |                   | 3. únor                  | prorok                               |
| Simeon                      | 4. století       | 4. století         |                    |                   | 21. duben                | biskup                               |
| Simeon Jeruzalémský         |                  | okolo roku 107/117 |                    |                   | 27. duben                | biskup                               |
| Simeon Lukač                | 7. července 1893 | 1964               | 27. června 2001    |                   | 22. srpen                | řeckokatolický biskup                |
| Simeon Stylita mladší       |                  | 592                |                    |                   | 24. květen               | stylita                              |
| Simeon Stylita starší       |                  | 459                |                    |                   | 27. červenec             | stylita                              |
| Simplicius                  |                  | 10. březen 483     |                    |                   | 10. březen               | papež                                |
| Siricius                    |                  | 26. listopad 399   |                    |                   | 26. listopad             | papež                                |
| Sisoes Veliký               |                  | asi 429            |                    |                   | 6. červenec              | poustevník                           |
| Siutbert                    |                  | 713                |                    | 810               | 1. březen                |                                      |
| Sixtus I.                   |                  | asi 126            |                    |                   | 6. duben                 | papež                                |
| Sixtus II.                  |                  | 6. srpen 258       |                    |                   | 7. srpen                 | papež                                |
| Sixtus III.                 |                  | 18. srpen 440      |                    |                   | 19. srpen                | papež                                |
| Solutor z Turína            |                  | 297                |                    |                   | 20. prosinec             | voják                                |
| Sosthenes                   |                  |                    |                    |                   | 11. červen               | biblická postava                     |
| Soter                       |                  | 174                |                    |                   | 22. duben                |                                      |
| Stachys                     |                  |                    |                    |                   | 31. říjen                | biskup a apoštol                     |
| Stanislav Kostka            | 1550             | 15. srpen 1568     | 1602               | 1726              | 15. srpen / 13. listopad |                                      |
| Stanislav Kubski            | 1876             | 1942               | 1999               |                   | 12. červen               | oběť nacismu                         |
| Stanislav Mysakowski        | 1896             | 1942               | 1999               |                   | 12. červen               | oběť nacismu                         |
| Stanislav Papczyński        | 1631             | 1701               | 2007               |                   | 17. září                 | zakladatel kongregace                |
| Stanislav Pyrtek            | 1913             | 1942               | 1999               |                   | 12. červen               | oběť nacismu                         |
| Stanisław I. ze Szczepanowa | asi 1030         | 11. duben 1079     |                    | 1253              | 11. duben                |                                      |
| Sulpicius Severus           |                  | 591                |                    |                   | 29. leden                | biskup                               |
| Symmachus                   |                  | 19. červenec 514   |                    |                   | 19. červenec             | papež                                |
| Symforián                   |                  | 3./4. století      |                    |                   | 22. srpen                |                                      |

## Š
| Jméno                          | Datum narození | Datum úmrtí        | Datum blahoslavení | Datum svatořečení | Svátek       | Poznámka                    |
| ------------------------------ | -------------- | ------------------ | ------------------ | ----------------- | ------------ | --------------------------- |
| Šebestián                      | 3. století     | 288 nebo kolem 300 |                    |                   | 20. leden    |                             |
| Šebestián z Arménie            |                |                    |                    |                   | 8. únor      | mnich                       |
| Šimon Kananejský               |                |                    |                    |                   | 28. říjen    |                             |
| Šimon Stock                    | 1164/1200      | 1265               |                    |                   | 16. květen   | poustevník, karmelitán      |
| Štěpán                         | asi 1          | 36 až 40           |                    |                   | 26. prosinec | prvomučedník                |
| Štěpán I.                      |                | 2. srpen 257       |                    |                   | 2. srpen     | papež                       |
| Štěpán I. Uherský              | kolem 969      | 15. srpen 1038     |                    | 1083              | 16. srpen    | uherský král                |
| Štěpán de Castellione Dumbarum | 1149           | 1208               |                    |                   | 7. září      | kartuzián                   |
| Štěpán Bellesini               | 1774           | 1840               |                    |                   | 3. únor      | augustinián                 |
| Štěpán Harding                 |                | 1134               |                    |                   | 28. března   | opat v Citeaux              |
| Štěpán Pongrác                 | 1583           | 7. září 1619       | 1905               | 1995              | 7. září      | jezuita umučený protestanty |

## T
| Jméno                      | Datum narození    | Datum úmrtí       | Datum blahoslavení | Datum svatořečení | Svátek            | Poznámka                |
| -------------------------- | ----------------- | ----------------- | ------------------ | ----------------- | ----------------- | ----------------------- |
| Tadeáš Dulny               | 8. srpna 1904     | 1942              | 13. června 1999    |                   | 6. srpen          | oběť nacismu            |
| Tadeáš Machar              | 1445              | 1492              | 1895               |                   | 25. říjen         | biskup                  |
| Tarsicius                  |                   | 3. století        |                    |                   | 15. srpen         | patron ministrantů      |
| Tekla z Ikonia             |                   |                   |                    |                   | 23. září          |                         |
| Telemachus                 |                   | 391 nebo 404      |                    |                   | 1. ledna          |                         |
| Telesforus                 |                   | asi 137           |                    |                   | 5. leden          | papež                   |
| Teobald z Provins          | asi 1017          | 1066              |                    | 1073              | 30. červen        |                         |
| Teobald Roggeri            | 11. století       | 1150              |                    |                   | 1. červen         |                         |
| Teodard z Tongern          | 615-620           | 669               |                    |                   | 10. září          |                         |
| Teoderich z Remeše         | 5. století        | 533               |                    |                   | 1. červenec       |                         |
| Teodor                     |                   |                   |                    |                   | 16. srpen         |                         |
| Teodor z Euchaïty          | 3. století        | 306               |                    |                   | 9. listopad       |                         |
| Teodor Romža               | 14. dubna 1911    | 1. listopadu 1947 | 27. června 2003    |                   | 31. říjen         | řeckokatolický biskup   |
| Teodor Studijský           | 759               | 826               |                    |                   | 11. listopad      | opat                    |
| Teodulf                    | 6./7. století     | 7. století        |                    |                   | 28. únor          |                         |
| Teofil                     |                   | 195               |                    |                   | 5. březen         |                         |
| Teresio Olivelli           |                   | 17. leden 1945    | 3. únor 2018       |                   | 19. leden         | oběť nacismu            |
| Tereza z Kalkaty           | 26. srpen 1910    | 5. září 1997      | 19. říjen 2003     | 4. září 2016      |                   | známá jako Matka Tereza |
| Terentius z Kartága        |                   | 250               |                    |                   | 10. duben         |                         |
| Terezie Benedikta od Kříže | 12. říjen 1891    | 9. srpen 1942     | 1. květen 1987     | 11. říjen 1998    | 9. srpen          | oběť nacismu            |
| Terezie od Ježíše          | 28. březen 1515   | 4. říjen 1582     | 24. duben 1614     | 12. březen 1622   | 15. říjen         |                         |
| Terezie z Lisieux          | 2. leden 1873     | 30. září 1897     | 29. duben 1923     | 17. květen 1925   | 1. říjen          |                         |
| Tertula z Cirty            |                   |                   |                    |                   | 29. duben         |                         |
| Theodor z Kartága          |                   | 250               |                    |                   | 10. duben         |                         |
| Thomas More                | 7. únor 1478      | 6. červenec 1535  | 1886               | 1935              | 22. červen        |                         |
| Timotej                    |                   | asi 80            |                    |                   | 26. leden         | biskup                  |
| Timotej Trojanowski        | 1908              | 1942              | 1999               |                   |                   | minorita, oběť nacismu  |
| Titus                      |                   |                   |                    |                   | 26. leden         | biskup                  |
| Titus Brandsma             | 23. února 1881    | 26. července 1942 | 3. listopadu 1985  | 15. května 2022   | 26. červenec      | oběť nacismu            |
| Tomáš z Villanovy          | 1486              | 1555              |                    | 1658              | 8. září/10. říjen | augustinián, arcibiskup |
| Tomáš Akvinský             | 1225              | 7. březen 1274    |                    | 18. červenec 1323 | 28. leden         |                         |
| Tomáš Becket               | asi 1118          | 29. prosinec 1170 | 21. únor 1173      | 12. červenec 1174 | 29. prosinec      |                         |
| Tomáš Cantelupe            | asi 1218          | 1282              |                    | 1320              | 25. srpen         | biskup                  |
| Tomáš Helye                |                   | 1257              | 1859               |                   | 19. říjen         | kněz                    |
| Tomáš Mkinstuba Jihyoe     | 1602              | 1637              | 2008               |                   | 6. listopad       | japonský augustinián    |
| Tomáš Sitjar Fortiá        | 1866              | 1936              | 2001               |                   | 19. srpen         | jezuita                 |
| Tomáš Thwing               |                   | 1680              |                    |                   | 23. říjen         | kněz                    |
| Tomáš Tolentinský          |                   | 1321              |                    |                   | 9. duben          | františkán              |
| Tomáš Withbread            |                   |                   | 1929               |                   | 20. červen        | jezuita                 |
| Torpes z Pisy              |                   | 65                |                    |                   | 29. duben         |                         |
| Turibius z Mongroveja      | 16. listopad 1538 | 23. březen 1606   |                    | 1724              | 23. březen        |                         |

## U
| Jméno               | Datum narození | Datum úmrtí     | Datum blahoslavení | Datum svatořečení | Svátek       | Poznámka                |
| ------------------- | -------------- | --------------- | ------------------ | ----------------- | ------------ | ----------------------- |
| Ubald               | 1080-1085      | 16. květen 1160 |                    | 5. březen 1192    | 16. květen   | biskup v Umbrii         |
| Udalrik Augsburský  | asi 891        | 973             |                    | 31. ledna 993     | 4. červenec  | biskup                  |
| Urban I.            |                | 23. květen 230  |                    |                   | 25. květen   | papež                   |
| Urban z Langres     |                | 375             |                    |                   | 23. leden    |                         |
| Urban Gil Sáez      | 1901           | 1936            | 2001               |                   |              |                         |
| Ursicin             |                |                 |                    |                   | 24. červenec | poustevník              |
| Ursicin z Illyrie   |                | asi 390         |                    |                   | 14. srpen    | voják                   |
| Ursicin z Ravenny   | asi 470        | 536             |                    |                   | 5. září      | arcibiskup              |
| Urszula Ledóchowska | 1. duben 1865  | 29. květen 1939 | 20. červen 1983    | 18. květen 2003   | 29. květen   | zakladatelka kongregace |
| Uršula z Kolína     |                | 4. století      |                    |                   | 21. říjen    |                         |
| Uto                 | asi 750        | 802             | 25. srpna 1909     |                   | 3. říjen     | benediktin, opat        |

## V
| Jméno                       | Datum narození    | Datum úmrtí           | Datum blahoslavení | Datum svatořečení  | Svátek       | Poznámka                        |
| --------------------------- | ----------------- | --------------------- | ------------------ | ------------------ | ------------ | ------------------------------- |
| Václav                      | 905 až 907        | 28. září 929 nebo 935 |                    |                    | 28. září     | český kníže                     |
| Valentin                    |                   | asi 269               |                    |                    | 14. únor     |                                 |
| Valentin Paquay             | 1828              | 1905                  | 2003               |                    | 1. leden     | františkán                      |
| Valentina                   | 281               | 308/309/317           |                    |                    | 25. červenec |                                 |
| Vasiľ Hopko                 | 1914              | 1976                  | 14. září 2003      |                    | 10. září     | řeckokatolický biskup           |
| Vasyl Velyčkovskyj          | 1. června 1903    | 30. července 1973     | 27. června 2001    |                    | 30. červenec | řeckokatolický biskup           |
| Vavřinec                    | asi 230           | 10. srpen 258         |                    |                    | 10. srpen    | jáhen                           |
| Vavřinec Giustiniani        | 1. červenec 1381  | 8. leden 1456         |                    | 17. století        | 8. leden     |                                 |
| Vavřinec z Brindisi         | 22. červenec 1559 | 22. červenec 1619     | 1783               | 1881               | 21. červenec | kapucín                         |
| Vedast z Arrasu             |                   | 539/540               |                    |                    | 6. únor      |                                 |
| Vendelín                    | asi 550           | asi 617               |                    |                    | 20. říjen    |                                 |
| Verena ze Zurzachu          | asi 300           | asi 350               |                    |                    | 1. září      |                                 |
| Verenburga                  |                   | asi 700               |                    |                    | 3. únor      | abatyše                         |
| Veronika                    |                   |                       |                    |                    | 4. únor      |                                 |
| Viborada                    |                   | 926                   |                    | 1047               | 2. květen    | inklúza                         |
| Vigilius                    | asi 363           | 405                   |                    |                    | 26. červen   | biskup v Tridentu, misionář     |
| Victoriano Pío Bernabé Cano | 7. července 1905  | 9. října 1934         | 29. dubna 1990     | 21. listopadu 1999 | 9. října     | školský bratr                   |
| Viktor z Alexandrie         |                   | 4. století            |                    |                    | 17. květen   |                                 |
| Viktor I.                   |                   | 199                   |                    |                    | 28. červenec | papež                           |
| Viktorie Římská             |                   | asi 305               |                    |                    | 23. prosinec |                                 |
| Viktorín z Amiterna         |                   | 96                    |                    |                    | 24. červenec | biskup                          |
| Vilém ze Saint-Thierry      | 1075/1080         | 8. září 1148          |                    |                    |              | cisterciák, mystik              |
| Vilém z Akvitánie           | asi 755           | asi 812               |                    | 1066               | 28. květen   |                                 |
| Vilém z Malavalle           | 12. století       | 1157                  |                    |                    | 10. únor     |                                 |
| Vilfrid                     |                   | 709                   |                    |                    | 24. duben    | benediktin                      |
| Villana delle Botti         | 1332              | 26. ledna 1361        | 27. března 1824    |                    | 29. leden    | dominikánská terciářka          |
| Vilmos Apor                 | 29. únor 1882     | 2. duben 1945         | 1997               |                    | 2. duben     |                                 |
| Vincenc de Paul             | 1581              | 1660                  | 1729               | 1737               | 27. září     | zakladatel kongregace lazaristů |
| Vincenc ze Zaragozy         |                   | 304                   |                    |                    | 22. leden    | jáhen                           |
| Vincenc Maria Strambi       | 1. leden 1745     | 1. leden 1824         | 1925               | 1950               | 25. září     |                                 |
| Vincenc Ferrerský           | 23. leden 1350    | 5. duben 1419         |                    | 1455               | 5. duben     |                                 |
| Vincenc Pallotti            | 1795              | 1850                  |                    | 1963               | 22. leden    |                                 |
| Vinfrida                    |                   | asi 7. stol.          |                    |                    | 2. listopadu | mniška                          |
| Vinok                       |                   | asi 716               |                    |                    | 6. listopad  | benediktin                      |
| Vintíř                      | asi 955           | 1045                  |                    |                    | 9. říjen     | benediktin, poustevník          |
| Vít                         |                   | asi 304               |                    |                    | 15. červen   |                                 |
| Vital                       |                   | 8. století            |                    |                    | 16. říjen    | benediktin                      |
| Vital z Assisi              | 1295              | 1370                  |                    |                    | 31. květen   | benediktin                      |
| Vitalianus                  | asi 600           | 672                   |                    |                    | 27. leden    | papež                           |
| Vitalis                     |                   |                       |                    |                    | 28. duben    |                                 |
| Vivald de Sancto Geminiano  | asi 1250          | asi 1320              | 13. února 1908     |                    | 1. květen    | poustevník                      |
| Vojtěch                     | asi 957           | 23. duben 997         |                    | 999                | 23. duben    | pražský biskup                  |
| Vulfram                     |                   | asi 700               |                    |                    | 20. březen   | benediktin                      |

## W
| Jméno                | Datum narození     | Datum úmrtí        | Datum blahoslavení | Datum svatořečení | Svátek       | Poznámka               |
| -------------------- | ------------------ | ------------------ | ------------------ | ----------------- | ------------ | ---------------------- |
| Wichmann z Arnsteinu | asi 1185           | 2. listopadu 1270  |                    |                   | 2. listopad  | dominikán              |
| Wikterp z Augšpurku  | asi 700            | asi 18. dubna 771  |                    |                   | 18. listopad | biskup                 |
| Willibrord           | asi 657            | 7. listopadu 739   |                    |                   | 7. listopad  | biskup, benediktin     |
| Wincenty Kadłubek    | 1150/1160          | 8. března 1223     | 18. února 1764     |                   | 9. října     | biskup, cisterciák     |
| Wirnto               |                    | 10. března 1127    |                    |                   | 10. březen   | benediktin             |
| Wladyslaw Blądziński | 1908               | 1944               | 13. června 1999    |                   | 8. září      | řeholník, oběť nacismu |
| Władysław Goral      | 1. května 1898     | únor či duben 1945 | 13. června 1999    |                   | 26. duben    | oběť nacismu           |
| Władysław Maćkowiak  | 27. listopadu 1910 | 4. března 1942     | 13. června 1999    |                   | 12. červen   | oběť nacismu           |
| Wolfgang z Řezna     | kol. 924           | 31. října 994      |                    |                   | 31. říjen    | biskup                 |

## X
| Jméno                    | Datum narození | Datum úmrtí | Datum blahoslavení | Datum svatořečení | Svátek       | Poznámka  |
| ------------------------ | -------------- | ----------- | ------------------ | ----------------- | ------------ | --------- |
| Xaver Bandrés Jiménez    |                |             |                    |                   | 7. listopad  |           |
| Xavier Bordas i Piferrer | 1914           | 1936        | 2001               |                   | 23. červenec | salesián  |
| Xénie Římská             |                | 450         |                    |                   | 24. leden    | řeholnice |
| Xenofon                  |                |             |                    |                   | 26. leden    |           |

## Z
| Jméno                      | Datum narození       | Datum úmrtí          | Datum blahoslavení | Datum svatořečení | Svátek       | Poznámka                   |
| -------------------------- | -------------------- | -------------------- | ------------------ | ----------------- | ------------ | -------------------------- |
| Zachariáš                  | 1. století př. n. l. | 1. století př. n. l. |                    |                   | 23. září     | otec svatého Jana Křtitele |
| Zachariáš                  |                      | 14. března 752       |                    |                   | 15. březen   | papež                      |
| Zdenka Cecília Schelingová | 1916                 | 1955                 | 2003               |                   | 31. červenec | řeholnice                  |
| Zdislava z Lemberka        | asi 1220             | 1252                 | 1907               | 12. květen 1995   | 30. květen   |                            |
| Zefyrinus                  |                      | 20. prosince 270     |                    |                   |              | papež                      |
| Zeno                       |                      | 372                  |                    |                   | 12. duben    | biskup                     |
| Zeno z Nikomédie           |                      |                      |                    |                   | 2. září      |                            |
| Zenobius                   |                      |                      |                    |                   | 29. říjen    |                            |
| Zikmund                    |                      | 524                  |                    |                   | 2. květen    | V ČR svátek 30. dubna      |
| Zikmund Felix Feliński     | 1822                 | 1895                 | 2002               |                   | 17. září     | biskup                     |
| Zikmund Gorazdowski        | 1845                 | 1920                 | 2001               | 2005              | 1. leden     | kněz                       |
| Zita z Monsagrati          | 1218                 | 1272                 |                    |                   | 27. duben    |                            |
| Zoilus                     |                      | asi 304              |                    |                   | 27. červenec |                            |
| Zoltán Lajos Meszlényi     | 1892                 | 1951                 | 2009               |                   |              | biskup                     |
| Zosimus                    |                      | 27. prosinec 418     |                    |                   | 26. prosinec | papež                      |
| Zotik z Konstantinopole    |                      | 350                  |                    |                   | 31. prosinec | mučedník, uvláčen k smrti  |
| Zuzana                     |                      |                      |                    |                   | 19. prosinec |                            |
| Zuzana Římská              |                      | 295                  |                    |                   | 11. srpen    |                            |
| Zynovij Kovalyk            | 18. srpen 1903       | 27./29. červen 1941  | 2001               |                   | 30. červen   | redemptorista              |